# 神奈川県出身の人物一覧
神奈川県出身の人物一覧（かながわけんしゅっしんのじんぶついちらん）は、Wikipedia日本語版に記事が存在する神奈川県出身の人物の一覧表である。

## 公人

### 政治家

#### 首相、衆参議長経験者
- 小泉純一郎[1]（第87、88、89代内閣総理大臣）：横須賀市
- 河野謙三（第11、12代参議院議長）：小田原市
- 河野洋平（第71、72代衆議院議長）：小田原市

#### 首長経験者
- 飛鳥田一雄（元横浜市長、元日本社会党委員長）：横浜市
- 石原慎太郎（元東京都知事、衆議院議員）：逗子市（生まれは兵庫県神戸市）
- 尾崎行雄（衆議院名誉議員、文部大臣、司法大臣、東京市長）：相模原市
- 竹内謙（元鎌倉市長）：鎌倉市（生まれは東京都文京区）
- 中田宏（元衆議院議員、横浜市長）：横浜市[2]
- 長島一由（元衆議院議員、逗子市長）：逗子市（生まれは川崎市）
- 平沼亮三（元横浜市長）：横浜市
- 松沢成文（参議院議員、元衆議院議員・神奈川県知事）：川崎市
- 岡崎洋（環境事務次官、神奈川県知事）
- フェリクス・ペレス・カマチョ（元グアム準州知事）
- 小林吉之助（元八王子市長）
- 平林定兵衛（元八王子市長）
- 府川裕一（開成町長）
- 露木順一（元開成町長）
- 上地克明（横須賀市長）
- 長野正義（元横須賀市長）
- 岡本伝之助（元横須賀市長）
- 石渡坦豊（元横須賀市長）
- 鈴木福松（元横須賀市長）
- 鈴木忠兵衛（元横須賀市長）
- 鈴木恒夫（藤沢市長）
- 葉山峻（元藤沢市長）
- 飛嶋繁（元藤沢市長、衆議院議員）
- 金子小一郎（元藤沢市長）
- 守屋輝彦（小田原市長）
- 加藤憲一（元小田原市長）
- 小澤良明（元小田原市長）
- 山橋敬一郎（元小田原市長）
- 中井一郎（元小田原市長）
- 鈴木十郎（元小田原市長）
- 鈴木英雄（元小田原市長、衆議院議員）
- 小林常良（厚木市長）
- 山口巖雄（元厚木市長）
- 足立原茂徳（元厚木市長）
- 落合克宏（平塚市長）
- 石川京一（元平塚市長）
- 佐藤光（茅ヶ崎市長）
- 服部信明（元茅ヶ崎市長）
- 木村俊雄（寒川町長）
- 内野優（海老名市長）
- 遠藤三紀夫（元座間市長）
- 星野勝司（元座間市長）
- 本多愛男（元座間市長）
- 古塩政由（綾瀬市長）
- 笠間城治郎（元綾瀬市長）
- 見上和由（元綾瀬市長）
- 鈴木進（元綾瀬市長）
- 勝俣浩行（箱根町長）
- 山口昇士（元箱根町長）
- 村田邦子（二宮町長）
- 加藤修平（南足柄市長）
- 安藤正夫（元南足柄市長）
- 小田眞一（大井町長）
- 間宮恒行（元大井町長）
- 高山松太郎（伊勢原市長）
- 高橋昌和（秦野市長）
- 古谷義幸（元秦野市長）
- 小野沢豊（愛川町長）
- 吉田英男（三浦市長）
- 平井竜一（元逗子市長）
- 平井義男（元逗子市長）
- 富野暉一郎（元逗子市長）
- 高橋鯛蔵（元逗子市長）
- 細郷道一（元横浜市長）
- 佐藤喜左衛門（元横浜市長）
- 箕輪三郎（元横浜市長）
- 福田紀彦（川崎市長）
- 石井泰助（元川崎市長）
- 小川勇夫（元相模原市長）
- 舘盛静光（元相模原市長）
- 松尾崇（鎌倉市長）
- 石渡徳一（元鎌倉市長）
- 飯田助夫（元大綱村長、衆議院議員）
- 椎橋宗輔（元大綱村長）
- 関口博（元国立市長）
- 田川亮三（元三重県知事）
- 中村亨（元調布町長、衆議院議員）

#### その他の政治家
- 相澤英之（元経済企画庁長官）：
- 石川香織[3]（衆議院議員）：横浜市
- 石原伸晃（元行政改革担当大臣、国土交通大臣、自民党幹事長、環境大臣、経済再生担当大臣）：逗子市
- 石原宏高（環境副大臣、内閣府副大臣（沖縄･北方対策、科学技術政策、宇宙政策 等））：逗子市
- 上杉謙太郎（衆議院議員）：茅ヶ崎市
- 小泉又次郎：横浜市金沢区生まれ 横須賀市育ち
- 小泉進次郎（農林水産大臣、環境大臣、内閣府特命担当大臣（原子力防災担当）、自民党農林部会長、自民党副幹事長（筆頭））：横須賀市
- 河野一郎（元行政管理庁長官、副総理兼東京五輪担当大臣）：小田原市
- 河野太郎（元防衛大臣、外務大臣、国家公安委員会委員長兼行政改革担当大臣、デジタル大臣）：平塚市
- 河野顕子：横須賀市
- 西園寺公一：
- 佐藤一郎：
- 田川誠一：横須賀市
- 小此木彦三郎（元通産大臣、建設大臣）：横浜市
- 小此木八郎（国家公安委員会委員長兼防災担当大臣兼海洋政策担当大臣）
- 甘利明（衆議院議員、元自民党選挙対策委員長、労働大臣、経済産業大臣、行政改革・規制改革担当大臣、自民党政務調査会長、経済再生担当大臣、自民党行政改革推進本部長）：厚木市
- 秦野章（元参議院議員、法務大臣）：藤沢市
- 中谷一馬（衆議院議員）：川崎市
- 神津健（衆議院議員）
- 浅川義治（衆議院議員）
- 関健一郎（元衆議院議員）
- 牧島かれん（衆議院議員、元デジタル大臣）：横須賀市
- 清水富雄（横浜市会議員）
- 松本研（横浜市会議員）
- 田野井一雄（横浜市会議員）
- 相川藤兵衛（横浜市会議員）
- 太田正孝（横浜市会議員）
- 田辺徳五郎（元衆議院議員）
- 大浜忠三郎（元衆議院議員）
- 鈴木敦（衆議院議員）
- 佐々木奈保美（衆議院議員）
- 大森江里子（衆議院議員）
- 磯野庸幸（貴族院議員）
- 上郎清助（貴族院議員）
- 上郎新二（神奈川県議会議員）
- 横山四郎（神奈川県議会議員）
- 横山哲夫（神奈川県議会議員）
- 小岩井貞夫（神奈川県議会議員）
- 田辺郷左衛門（神奈川県議会議員）
- 小林大介（神奈川県議会議員）
- 初鹿野裕樹（参議院議員）

### 行政
- 青柳一郎（国土交通省国土政策局長、内閣府政策統括官〈防災担当〉、国土交通省大臣官房政策立案総括審議官）
- 秋葉剛男（外務事務次官）
- 五十嵐徹人（第18代国土交通省鉄道局長）[4]
- 石倉洋子（デジタル監）
- 和泉洋人（内閣総理大臣補佐官）
- 伊藤裕康（海上保安監）
- 猪熊純子（東京都副知事）
- 大髙豪太（気象庁次長）
- 大林正典（第28代気象庁長官、第3代気象庁気象防災監）：横浜市[5]
- 小川良介（第14代農林水産審議官、第10代農林水産省消費・安全局長、内閣府食品安全委員会事務局長）：相模原市
- 柏木隆久（運輸安全委員会事務局長）：鎌倉市[6]
- 金子修一（原子力規制庁次長）
- 木村幸俊（国税庁長官）
- 佐藤隆文（金融庁長官）
- 佐藤雄二（海上保安庁長官）
- 島﨑俊隆（警察庁長官官房技術総括審議官）
- 島田和久（防衛事務次官）
- 鈴木敦夫（防衛事務次官）
- 鈴木茂樹（総務事務次官）
- 関水康司（国際海事機関事務局長）
- 中島淳一（金融庁長官）
- 長屋聡（総務審議官）
- 野村竜一（第5代気象防災監）[7]
- 間隆一郎（厚生労働省老健局長）[8]
- 秡川直也（観光庁長官）
- 原邦彰（第21代総務事務次官、総務審議官、消防庁長官、総務省自治財政局長、総務省大臣官房長、内閣総務官、内閣人事局人事政策統括官、和歌山県副知事）
- 藤木俊光（経済産業省経済産業政策局長、経済産業省大臣官房長、経済産業省製造産業局長、経済産業省商務情報政策局商務・サービス審議官）：茅ヶ崎市[9]
- 藤巻浩之（国土交通省水管理・国土保全局長）[10]
- 松本光弘（警察庁長官）
- 三浦正充（警視総監）
- 三木ひとみ（特定行政書士）：横浜市
- 南健太郎（中央アフリカ国駐箚特命全権大使、チャド国駐箚特命全権大使、カメルーン国駐箚特命全権大使）[11]
- 望月晴文（経済産業事務次官）
- 吉岡幹夫（技監、国土交通省道路局長）

### 軍人・自衛官
- 山梨半造（陸軍大将、陸軍大臣、朝鮮総督）：相模国大住郡下島村(現在の平塚市)
- 君塚栄治（第33代陸上幕僚長）
- 荒井正芳（第40代陸上幕僚長）
- 長田博（第16代海上幕僚長）
- 佐久間一（第18代海上幕僚長、第19代統合幕僚会議議長）
- 齋藤隆（第27代海上幕僚長、第2代統合幕僚長）
- 河野克俊（第31代海上幕僚長、第5代統合幕僚長）
- 村川豊（第33代海上幕僚長）
- 米川忠吉（第19代航空幕僚長）
- ハリー・B・ハリス・ジュニア（アメリカ海軍大将、第24代アメリカ太平洋軍司令官）
- 小松原道太郎（陸軍中将、第23師団長）
- 金田秀昭（海将）
- 鍜治雅和（海将）
- 荒川堯一（海将）
- 鹿目善輔（海軍少将）
- 落合畯（海将補、ペルシャ湾掃海派遣部隊指揮官）
- 德丸伸一（海将補）
- 平間洋一（海将補）
- 横山保（空将補）
- 大橋勝夫（海軍大佐）
- 樋口好雄（一等海佐、海上自衛隊東京音楽隊第18代隊長）
- 松島美紗（一等空尉、日本初の女性戦闘機パイロット）

### 法曹
- 小室圭（ニューヨーク州弁護士。眞子元内親王の夫）
- 尾島明（最高裁判所裁判官、大阪高等裁判所長官）

## 文化人

### 学者
- 相田慎一（経済学者、専修大学名誉教授）：厚木市
- 天野郁夫（教育学者）：
- 石井トク（看護学者）：横浜市
- 石橋克彦（地球科学者、神戸大学名誉教授）:
- 石原全（法学者、一橋大学名誉教授）：平塚市
- 石渡明（地質学者、元日本地質学会会長）：鎌倉市
- 板倉宏（刑法学者）：
- 伊藤博（国文学者、大妻女子大学名誉教授）：横須賀市
- 岩田慶治（文化人類学者）：
- 内野吾郎（国文学者、國學院大學名誉教授）：藤沢市
- 榎本忠儀（電子工学者、中央大学名誉教授）：本籍は川崎市。横浜市に在住。
- 江原由美子（社会学者）：
- 大島正健（言語学者）：海老名市
- 大須賀明（憲法学者）：横浜市
- 岡倉由三郎（明治～昭和初期の英語学者）：横浜市
- 小野寺健（英文学者）：横浜市
- 鹿島茂（フランス文学者、共立女子大学教授）：横浜市
- 茅誠司（物理学者、第17代東京大学総長）：愛川町
- 木嶋恭一（システム科学者）
- 岸本喜久雄（工学者）：茅ヶ崎市
- 岸由二（進化生態学者、慶應義塾大学名誉教授）：
- 橘川次郎（動物生態学者）
- 楠見孝（心理学者）
- 小島道裕（歴史学者）：横浜市
- 小塚郁也（国際安全保障研究者）：相模原市
- 小林武彦（生物学者、東京大学教授）
- 坂本鉄男（イタリア文学者、元ナポリ東洋大学教授）：小田原市
- 佐々木葉（土木工学者、早稲田大学教授）：鎌倉市
- 佐藤達哉（心理学者）：
- 篠塚昭次（民法学者）：
- 白井暁彦（写真工学者・メディアアート研究者）：横浜市
- 新藤宗幸（政治学者）：逗子市
- 杉本つとむ（国語学者）：横浜市
- 鈴木竹雄（法学者）：
- 左右田喜一郎（経済学者）：横浜市
- 曽根泰教（政治学者）：
- 高橋宏志（法学者）：
- 高村直助（歴史学者）：
- 田中優子（江戸時代研究者、法政大学総長）：横浜市
- 谷口将紀（政治学者）：
- 塚本由晴（建築家）：
- 土屋守章（経営学者、東京大学名誉教授）
- 中山治（心理学者）：
- 沼田宗純（防災プロセス工学学者、東京大学大学院先端表現情報学コース准教授）：秦野市
- 橋爪大三郎（社会学者）：鎌倉市
- 林巳奈夫（考古学者）：藤沢市
- 赤星直忠（考古学者）:横須賀市
- 岡本勇（考古学者）:横須賀市
- 坂野潤治（歴史学者・政治学者）：横浜市
- 平山洋（倫理学者）：藤沢市
- 布施哲治（天文学者）：横浜市
- 真壁昭夫（経済学者、法政大学大学院教授）:横須賀市
- 牧厚志（経済学者）：
- 牧野雅彦（政治学者）：
- 増田弘（政治学者）：
- 宮澤健一（経済学者）：
- 宮田登（民俗学者）：横浜市
- 森田優三（経済学者）：
- 山ノ井高洋 (工学博士、北海学園大学教授)：鎌倉市
- 養老孟司（解剖学者、東京大学名誉教授）：鎌倉市
- 嘉山孝正（医学者）：横須賀市
- 山本勉（日本美術史学者）：横浜市
- 飯塚正人（イスラーム学、中東地域研究）
- 暦本純一（情報工学者）:川崎市
- 渡辺達徳（民法学者）:
- 鈴木健二 (情報工学者)東京工業大学特任教授：小田原市

### 評論家
- 浅羽通明：
- 阿部進：川崎市
- 石山アンジュ：横浜市
- 伊藤惇夫：三浦郡葉山町
- 大坪元雄：
- 岡倉天心：横浜市
- 岡本行夫：
- 角谷浩一：
- 勝又浩：
- 門倉貴史：横須賀市
- 紀田順一郎：横浜市
- 長崎玄弥：鎌倉市
- 中条省平：
- 仁賀克雄：横浜市
- 水谷修：横浜市
- 武井一真：横浜市

### 芸術家（画家・書家・写真家・彫刻家・建築家・陶芸家）
- 岡本太郎：川崎市
- 市川孝典：横須賀市
- 川上澄生：横浜市
- 駒形九磨：川崎市
- 芝間大悟（写真家）：横浜市
- 菅原一剛（写真家）：鎌倉市
- 濱田庄司：川崎市
- 星玄人
- 最上壽之：横須賀市
- 石上純也（建築家）：
- 西沢立衛（建築家）：
- 隈研吾（建築家）：横浜市
- せきぐちあいみ（VRアーティスト）：相模原市
- 原広司（建築家）：川崎市
- 岸和郎（建築家）：
- 青木淳（建築家）：
- 山梨知彦（建築家）：横浜市
- 港千尋：藤沢市
- 川添善行（建築家）：

### 作家
- 赤瀬川原平：横浜市
- 荒畑寒村：横浜市
- 市川沙央：
- 岩田豊雄：横浜市
- 上原隆：横浜市
- 浦賀和宏：
- 岡本かの子：川崎市
- 荻野アンナ：横浜市
- 尾崎一雄：小田原市
- 大佛次郎：横浜市
- 角田光代：横浜市
- 笠原淳：
- 金子達仁：横浜市
- 川崎長太郎：小田原市
- 紀田順一郎：横浜市
- 北方謙三：川崎市
- 北村透谷（明治時代の作家）：小田原市
- 菊村到：
- 岸本葉子：
- 草上仁：鎌倉市
- 今東光：横浜市
- 郷静子：横浜市
- 佐藤さとる：横須賀市
- 時雨沢恵一：
- 島尾敏雄：横浜市
- 島田雅彦：川崎市
- 武田百合子：横浜市
- 東郷隆：横浜市
- 中里恒子：藤沢市
- 平井和正：横須賀市
- 平林久和：
- 藤岡真：鎌倉市
- 牧野信一：小田原市
- ますいさくら：鎌倉市
- ますい志保：鎌倉市
- 松原秀行：川崎市
- 矢作俊彦：横浜市
- 山際淳司：逗子市
- 山田智彦：横浜市
- 山本文緒：横浜市
- 柳美里：横浜市
- 夢枕獏：小田原市
- 吉川英治：横浜市
- 吉野万理子：逗子市
- 渡瀬草一郎：

### 漫画家
- 赤松健：川崎市
- 秋里和国：横浜市
- 秋元奈美：
- 浅田弘幸：横浜市
- 芦奈野ひとし：横須賀市
- 石川球太：横浜市
- 石渡治：
- 一本木蛮：横浜市
- いでえいじ：川崎市
- いわみちさくら：
- 大童澄瞳：
- 奥瀬サキ：
- 御茶漬海苔：川崎市
- かずはじめ：
- 金成陽三郎：
- 上条明峰：
- 岸大武郎：
- くまくら珠美：横浜市
- 久米田康治：横須賀市
- 小出真朱：
- 幸村誠：横浜市
- 後藤羽矢子：小田原市
- 坂口いく：
- さかもと未明：横浜市
- 椎名うみ：
- 志賀公江：
- 篠原千絵：横浜市
- 島崎譲：
- 志村貴子：
- 鈴木信也：平塚市
- 曽田正人：横浜市
- 高宮智：
- 竹田エリ：
- 竜樹諒：
- 津田雅美：
- ともち：横浜市
- 猫島礼：
- のがみけい：
- 長谷川智広
- はやさかあみい:
- 春河35：横浜市
- 日渡早紀：
- 福本伸行：横須賀市
- 藤丸：横浜市
- 塀内夏子：川崎市
- 真船一雄：南足柄市
- 峰倉かずや：
- 宮脇ゆきの：
- 村瀬克俊：
- MEIMU：
- 望月三起也：横浜市
- 望月峯太郎：横浜市
- 山田南平：
- 山田ミネコ：
- 吉田聡：藤沢市
- よしもとよしとも：
- 早稲田ちえ：

### 映画監督
- 犬童一利：厚木市
- 金井勝：
- 倉田準二：横浜市
- 三枝健起
- 善聡一郎：
- 辻裕之：三浦市
- トーマス・栗原：秦野市
- 富野由悠季：小田原市
- 中川龍太郎：川崎市
- 濱口竜介
- 三木聡：横浜市
- 矢口史靖：伊勢原市
- 吉野竜平：横須賀市
- 利重剛：横浜市
- ワタナベシンイチ：横浜市

### アニメーション制作関係者
- 井内秀治：
- イシグロキョウヘイ：秦野市
- 板野一郎：横浜市
- うすいこうぢ：横浜市
- 内田順久：横浜市
- 岡村天斎：横浜市
- 加々美高浩：横浜市
- 川口敬一郎：川崎市
- 川尻善昭：横浜市
- 高坂希太郎：
- 小林常夫：
- 佐伯昭志：
- 佐々木勝利：
- 佐藤竜雄：大磯町
- 善聡一郎：
- 鳥海永行：伊勢原市
- 富野由悠季：小田原市
- 中嶋敦子：
- 中山久美子：横浜市
- 福原慶匡：川崎市
- 真崎守：横浜市
- まんきゅう：川崎市
- 宮崎なぎさ：
- 宮地昌幸：鎌倉市
- 村田安司：横浜市
- 若林漢二：綾瀬市
- ワタナベシンイチ：横浜市

### 俳人・詩人・歌人
- 秋元不死男（俳人）：横浜市
- 大野林火（俳人）：横浜市
- 北村透谷（詩人）：小田原市
- 佐藤惣之助（詩人）：川崎市
- 千葉聡（歌人）：横浜市
- 福田正夫（詩人）：小田原市
- 星野高士（俳人）：鎌倉市
- 前田夕暮（歌人）：秦野市
- 黛まどか（俳人）：湯河原町

### 作詞家・作曲家
- 中本直樹：横浜市出身
- 坂井泉水：平塚市→秦野市
- 阿木燿子：横浜市
- 浅野ケン：小田原市
- 池頼広：
- 市川喜康：厚木市
- 井上秋緒：
- 宇乃かつを：鎌倉市
- 黛敏郎：横浜市
- 叶弦大：
- 黒須克彦：
- 佐宗綾子：横浜市
- 芹澤廣明：横浜市
- ちあき哲也：
- 平尾昌晃：横浜市
- 増田順一：横浜市
- 松井五郎：横浜市
- 松武秀樹：
- 村井聖夜：
- 安井かずみ：横浜市
- 山田ひろし：横浜市
- 山本はるきち：相模原市
- 湯山昭：平塚市
- NAOKI-T(音楽プロデューサー)：川崎市
- 徳永暁人：横浜市→秦野市
- 朝日温子：横浜市
- 秋岸寛久：横浜市
- 松藤夢路：

### 放送作家・脚本家・プロデューサー
- 浅野妙子：
- 安達奈緒子：
- 阿部龍二郎： 茅ヶ崎市
- 氏家夏彦： 横浜市
- 小山内美江子： 横浜市鶴見区
- 小原信治：
- 川崎ヒロユキ： 横須賀市
- 菊田一夫：
- 神品信市： 厚木市
- 木月洋介：
- 仙頭武則： 横浜市
- 逸見稔：
- 道蔦岳史： 横浜市
- 村上卓史：
- 山田太一：湯河原町

### 宇宙飛行士
- 野口聡一：茅ヶ崎市
- 古川聡：横浜市

### その他の文化人
- 与勇輝（人形作家）：川崎市
- 石鍋裕（フランス料理シェフ）：横浜市
- いのまたむつみ（イラストレーター）
- 磯見輝夫（版画家、元愛知県立芸術大学学長）：鎌倉市
- 上野水香（バレエダンサー）：鎌倉市
- 江尻良文（夕刊フジ編集委員）：横浜市
- 大住良之（サッカージャーナリスト）：横須賀市
- 大利実（スポーツライター）：横浜市
- 大平貴之（プラネタリウムエンジニア）：川崎市
- 小川典子（ピアニスト）
- 荻田泰永（冒険家）：愛甲郡愛川町
- 織田無道（僧侶）：厚木市
- 勝山実（著作家）：横浜市
- 金沢真（囲碁棋士）：平塚市
- 河口俊彦（将棋棋士）：横須賀市
- 宜保愛子（霊能力者）：横浜市
- 木村良二（日本弁護士連合会副会長）：横須賀市
- 九里徳泰（冒険家）
- 見坊行徳（校閲者、辞書マニア）
- 小島慎也（チェスプレーヤー）：逗子市
- 小玉理恵子（ゲームクリエイター）
- 小林禮子（囲碁棋士）：平塚市
- 権田源太郎（チェスプレーヤー・実業家）：横浜市
- 斎田晴子（将棋女流棋士）：横須賀市
- 桜井眞一郎（自動車技術者）
- 佐野実（ラーメン屋店主）：横浜市
- ジョー・リノイエ（音楽プロデューサー）：横浜市
- 鈴木俊隆 (僧侶)：平塚市
- 鈴木大介（クラシックギター奏者）：横浜市
- 瀬川晶司（将棋棋士）：横浜市
- 高橋和（将棋女流棋士）：藤沢市
- 高見泰地（将棋棋士）：横浜市
- 武井浩三（経営思想家、社会活動家、社会システムデザイナー、著作家）：横浜市
- 田崎真也（ワインソムリエ）：座間市
- 綱島理友（コラムニスト）：横浜市
- 寺島よしき（英語講師）：鎌倉市
- 天広直人（イラストレーター）
- 土井香苗（弁護士）：横浜市
- 永瀬拓矢（将棋棋士）：横浜市
- 中村静香（ヴァイオリニスト）：藤沢市
- 夏まゆみ（振付家）：鎌倉市
- 西尾明（将棋棋士）：横浜市
- 西川史子（形成外科医師）：相模原市
- 西村博之（2ちゃんねる管理人）：相模原市
- 野島稔（ピアニスト、東京音楽大学学長）：横須賀市
- 渡邊達徳（ヴァイオリニスト）：横須賀市
- 野尻抱影（天文研究家）：横浜市
- 長谷川恒男（登山家）：愛川町
- 服部文祥（登山家）：横浜市
- 花井祐介（イラストレーター）
- 平木久惠（雑誌編集者）
- 藤原美樹（みきママ、料理研究家）：相模原市
- フロリダ久美（ラジオパーソナリティ、作家）
- 細川亜衣（料理研究家）
- ボンバー池田（自動車評論家）
- 松浦真在人（音楽プロデューサー）：横浜市
- 松田美智子（料理研究家）：鎌倉市（生まれは東京都）
- 三井ヒロアキ（映像ディレクター）：大和市
- 皆川真里奈（ヴァイオリニスト）：鎌倉市
- 宮武一貴（メカニックデザイナー）：横須賀市
- 南流石（振付演出家）：藤沢市
- 三宅洋一郎（指揮者）：横浜市
- 森内俊之（将棋棋士）：横浜市
- 森野熊八（料理人）
- 森山開次（振付演出家、ダンサー）：相模原市
- 山岸ルツ子（ピアニスト）
- 山多裕生（映像ディレクター）：大和市
- 山根尚子（雑誌編集者）
- 山本寛斎（ファッションデザイナー）：横浜市
- 横井紅炎（華道家）：藤沢市
- 横山勝丘（登山家）：相模原市
- よしかわかなめ（ファッションライター）
- 和田優子（美容研究科、ミス日本コンテスト大会運営委員長）：川崎市

## スポーツ選手

### 野球
現役選手
MLB所属の選手
- 青柳晃洋（フィラデルフィア・フィリーズ傘下投手）：横浜市
- 小笠原慎之介（ワシントン・ナショナルズ投手）：藤沢市
- 菅野智之（ボルチモア・オリオールズ投手）：相模原市
- 松井裕樹（サンディエゴ・パドレス投手）：横浜市

NPB所属の選手
- 青山美夏人（埼玉西武ライオンズ投手）：横須賀市
- 秋山翔吾（広島東洋カープ外野手）：横須賀市
- 石田裕太郎（横浜DeNAベイスターズ投手）：横浜市磯子区
- 板山祐太郎（中日ドラゴンズ内野手、外野手）：横浜市都筑区
- 井上広輝（埼玉西武ライオンズ育成投手）：厚木市
- 小川一平（阪神タイガース育成投手）：逗子市
- 加藤響（横浜DeNAベイスターズ内野手）：厚木市
- 金子功児（埼玉西武ライオンズ育成内野手）：茅ケ崎市
- 倉本寿彦（くふうハヤテベンチャーズ静岡内野手）：茅ヶ崎市
- 黒木優太（埼玉西武ライオンズ投手）：横浜市港北区
- 古謝樹（東北楽天ゴールデンイーグルス投手）：横浜市保土ヶ谷区
- 小船翼 （広島東洋カープ育成投手） :海老名市
- 笹川吉康（福岡ソフトバンクホークス外野手）：横浜市
- 塩見泰隆  (東京ヤクルトスワローズ外野手) ：相模原市中央区
- 庄子雄大（福岡ソフトバンクホークス内野手）：横浜市旭区

- 髙部瑛斗（千葉ロッテマリーンズ外野手）：高座郡寒川町
- 竹下瑛広（東北楽天ゴールデンイーグルス育成投手）：厚木市
- 田中広輔（広島東洋カープ内野手）：厚木市
- 田中俊太（オイシックス新潟アルビレックスBC内野手）：厚木市
- 田中正義（北海道日本ハムファイターズ投手）：横浜市
- 田中幹也（中日ドラゴンズ内野手）：愛甲郡愛川町
- 田上優弥（読売ジャイアンツ育成内野手）：横須賀市
- 茶谷健太（千葉ロッテマリーンズ内野手）：茅ヶ崎市
- 辻大雅（広島東洋カープ育成投手）：藤沢市
- 東條大樹（千葉ロッテマリーンズ投手）：藤沢市
- 飛田悠成（福岡ソフトバンクホークス育成投手）：横浜市
- 豊田寛（阪神タイガース内野手）：横浜市戸塚区
- 中川颯（横浜DeNAベイスターズ投手）：横浜市戸塚区
- 福田秀平（くふうハヤテベンチャーズ静岡外野手）：横浜市緑区（現：青葉区）出身
- 土生翔太（中日ドラゴンズ投手）：横浜市戸塚区出身
- 福永奨（オリックスバファローズ捕手）：横浜市保土ヶ谷区
- 藤井聖（東北楽天ゴールデンイーグルス投手）：海老名市
- 藤田琉生（北海道日本ハムファイターズ投手）：藤沢市
- 細川成也（中日ドラゴンズ外野手）：厚木市（幼少期に茨城県北茨城市へ転居）
- 牧原巧汰（福岡ソフトバンクホークス捕手）：相模原市
- 町田隼乙（阪神タイガース: 捕手）：秦野市
- 松本裕樹（福岡ソフトバンクホークス投手）：横浜市
- 松本隆之介（横浜DeNAベイスターズ投手）：横浜市
- 森駿太（中日ドラゴンズ内野手）：横浜市青葉区
- 森下翔太（阪神タイガース外野手）：横浜市港南区
- 柳澤大空（東北楽天ゴールデンイーグルス育成外野手）：横浜市
- 山中稜真（オリックスバファローズ捕手）：横浜市
- 吉田賢吾（北海道日本ハムファイターズ捕手）：横浜市磯子区
- 渡部健人（埼玉西武ライオンズ内野手）：横浜市
- 渡邊佳明（東北楽天ゴールデンイーグルス内野手）：横浜市

その他の現役選手
- 石田駿（埼玉武蔵ヒートベアーズ投手）：川崎市
- 乙坂智（サルティーヨ・サラペメーカーズ外野手）：横浜市
- 柿崎颯馬（神奈川フューチャードリームス内野手）：平塚市
- 勝俣翔貴（日本製鉄かずさマジック内野手）：足柄下郡箱根町
- 杉浦健二郎（モンペリエ・バラクーダス（フランス語版）投手・外野手）：相模原市南区
- 田澤純一（ENEOS野球部投手）：横浜市
- 高塩将樹（統一ライオンズ投手）：横浜市

引退した選手
- 愛甲猛（元ロッテオリオンズ・千葉ロッテマリーンズ - 中日ドラゴンズ投手、内野手、外野手）
- 浅井良（元阪神タイガース捕手、外野手）：横浜市戸塚区
- 麻生知史（元東京ヤクルトスワローズ内野手）：伊勢原市
- 阿部真宏（埼玉西武ライオンズ打撃コーチ）：川崎市高津区
- 荒井幸雄（元ヤクルトスワローズ - 近鉄バファローズ - 横浜ベイスターズ外野手）：横浜市
- 阿波野秀幸（読売ジャイアンツ三軍投手コーチ）：横浜市旭区
- 安斉雄虎（元横浜DeNAベイスターズ-富山サンダーバーズ投手）：座間市
- 安藤強（読売ジャイアンツ三軍総合コーチ、元本田技研内野手）：横浜市
- 飯田徳治（元南海ホークス監督）：横浜市鶴見区
- 石井貴（元埼玉西武ライオンズ投手）：綾瀬市
- 石井裕也（元北海道日本ハムファイターズ投手）：横浜市
- 伊東昂大（元広島東洋カープ投手）：大和市
- 伊藤秀範（香川オリーブガイナーズ投手コーチ）：横浜市青葉区
- 伊東亮大（元東北楽天ゴールデンイーグルス内野手）：大和市
- 井端弘和（読売ジャイアンツ内野守備走塁コーチ）：川崎市
- 稲嶺茂夫（元横浜ベイスターズ投手）：平塚市
- 岩﨑恭平（元オリックス・バファローズ、元日立製作所内野手、外野手）：厚木市
- 岩﨑達郎（元中日ドラゴンズ内野手）：横浜市瀬谷区
- 内竜也（元千葉ロッテマリーンズ投手）：川崎市
- 内田和也（元東京ヤクルトスワローズ-西武ライオンズ外野手）：横浜市金沢区
- 内山雄介（元北海道日本ハムファイターズ投手）：小田原市
- 榎本葵（元東京ヤクルトスワローズ外野手）：川崎市多摩区
- 大谷龍太（トヨタ自動車東日本コーチ、大谷翔平の兄）：横浜市
- 大場達也（元東京ヤクルトスワローズ投手）：川崎市
- 小笠原智一（元兵庫ブレイバーズ投手）：藤沢市
- 小田嶋正邦（元横浜ベイスターズ-読売ジャイアンツ捕手、内野手）：相模原市
- 小沼慶多（元高校野球指導者）：伊勢原市
- 小山田貴雄（元東京ヤクルトスワローズ捕手）：川崎市高津区
- 加賀美希昇（元横浜DeNAベイスターズ投手）：鎌倉市
- 川岸強（元中日ドラゴンズ-東北楽天ゴールデンイーグルス投手）：相模原市中央区
- 川口隼人（元東北楽天ゴールデンイーグルス外野手）：相模原市
- 川口寛人（元読売ジャイアンツ投手）：相模原市
- 加藤貴大（元東北楽天ゴールデンイーグルス投手）：横浜市
- 加藤幹典（元東京ヤクルトスワローズ投手）：横浜市
- 河原純一（愛媛マンダリンパイレーツ監督）：川崎市中原区
- 河原隆一（元横浜ベイスターズ投手）：横浜市栄区
- 川越英隆（千葉ロッテマリーンズ二軍投手コーチ）：相模原市
- 川村丈夫（元横浜ベイスターズ投手）：大和市
- 菊地原毅（広島東洋カープ三軍投手コーチ）：相模原市
- 北野洸貴（元東京ヤクルトスワローズ外野手）：横須賀市
- 小池正晃（横浜DeNAベイスターズ二軍打撃コーチ）：横浜市保土ヶ谷区
- 古村徹（横浜DeNAベイスターズ打撃投手）：平塚市
- 小山良男（元中日ドラゴンズ捕手）：川崎市
- 近藤一樹（関メディベースボール学院コーチ)：相模原市
- 近藤智勝（香川オリーブガイナーズ監督）
- 斉藤宜之（元読売ジャイアンツ、東京ヤクルトスワローズ外野手）：藤沢市
- 斉藤秀光（元横浜ベイスターズ内野手）：横浜市
- 坂田遼（元埼玉西武ライオンズ外野手）：横須賀市
- 佐藤友亮（埼玉西武ライオンズ外野守備走塁コーチ）：藤沢市
- 佐野川リョウ（オリックス・バファローズデータ分析部門、元海外独立リーグ投手）：藤沢市
- 篠田純平（元広島東洋カープ投手）：横浜市
- 柴田勲（元読売ジャイアンツ外野手）：横浜市
- 下水流昂（元東北楽天ゴールデンイーグルス外野手）：横浜市青葉区
- 白坂勝史（元中日ドラゴンズ-兄弟エレファンツ-中日ドラゴンズ-サンアンジェロ・コルツ-カナネア・ミネロス投手）
- 鈴江彬（元千葉ロッテマリーンズ投手）：横浜市
- 角晃多（元千葉ロッテマリーンズ-現・埼玉武蔵ヒートベアーズ監督）：横浜市
- 代田建紀（元千葉ロッテマリーンズ外野手）：横浜市西区
- 高井雄平（東北楽天ゴールデンイーグルスコーチ）：川崎市宮前区
- 高田孝一（元東北楽天ゴールデンイーグルス投手）：綾瀬市
- 高橋建（阪神タイガース二軍投手コーチ）：横浜市戸塚区
- 高橋智（元オリックス・ブルーウェーブ-ヤクルト・スワローズ投手、外野手）：横浜市
- 高橋徹（元福岡ソフトバンクホークス投手）：横須賀市
- 高橋光信（元中日ドラゴンズ - 阪神タイガース内野手）：横浜市
- 田上健一（元阪神タイガース 外野手）：横浜市
- 竹之内雅史（元西鉄ライオンズ - 阪神タイガース外野手）：横須賀市
- 田城飛翔（元オリックス・バファローズ - 福岡ソフトバンクホークス外野手）：平塚市
- 田代富雄（横浜DeNAベイスターズ打撃コーチ）：小田原市
- 伊達昌司（元北海道日本ハムファイターズ-読売ジャイアンツ投手）：川崎市高津区
- 館山昌平（東北楽天ゴールデンイーグルスコーチ投手）：厚木市
- 田中大二郎（元読売ジャイアンツ内野手）：小田原市
- 多村仁志 （元横浜ベイスターズ-福岡ソフトバンクホークス-横浜DeNAベイスターズ外野手）：厚木市
- 円谷英俊（読売ジャイアンツ三軍内野守備走塁コーチ）：横浜市磯子区
- 友永翔太（元中日ドラゴンズ外野手）：秦野市
- 内藤雄太（元横浜DeNAベイスターズ外野手）：横須賀市
- 長坂健冶（元大阪近鉄バファローズ-東北楽天ゴールデンイーグルス捕手）：横浜市
- 中田良弘（元阪神タイガース投手、元神戸9クルーズ監督）：横浜市戸塚区
- 根本和也（元堺シュライクス-神奈川フューチャードリームス-埼玉武蔵ヒートベアーズ捕手）：川崎市中原区
- 原俊介（元読売ジャイアンツ捕手）：秦野市
- 原拓也（元オリックス・バファローズ内野手）：横浜市港北区
- 原辰徳（読売ジャイアンツ元監督）：相模原市（出生地は福岡県大牟田市）
- 早坂圭介（元千葉ロッテマリーンズ内野手）：横須賀市
- 日暮矢麻人（元福岡ソフトバンクホークス外野手）：秦野市
- 平野恵一（阪神タイガース打撃コーチ）：川崎市
- 深江真登（オリックス・バファローズ-ランカスター・バーンストーマーズ外野手）：相模原市
- 福田永将（元中日ドラゴンズ内野手）：横浜市緑区（現：青葉区）
- 普久原淳一（元中日ドラゴンズ外野手）：大和市
- 福本勝幸（元東芝監督）
- 幕田賢治（元中日ドラゴンズ-社会人横浜ベイブルース外野手）：川崎市宮前区
- 松尾英治（読売ジャイアンツGM補佐）：横浜市保土ヶ谷区
- 松修康（元福岡ダイエーホークス、福岡ソフトバンクホークス投手）：横浜市南区
- 松田進（元千葉ロッテマリーンズ内野手）：川崎市（生まれはアメリカニュージャージー州）
- 松山傑（元北海道日本ハムファイターズ-横浜ベイスターズ投手）：横浜市
- 三橋直樹（横浜DeNAベイスターズ球団職員）：厚木市
- 三好貴士（ミネソタ・ツインズ傘下球団監督）：相模原市
- 村中恭兵（元東京ヤクルトスワローズ投手）：愛甲郡愛川町
- 望月惇志（元阪神タイガース投手）：横浜市
- 森笠繁（広島東洋カープ二軍打撃コーチ）：横須賀市（小田原市生まれ）
- 森野将彦（中日ドラゴンズ打撃コーチ）：横浜市保土ヶ谷区
- 森山孔介（福岡ソフトバンクホークス内野手）：茅ヶ崎市
- 八木智哉（元中日ドラゴンズ投手）：横浜市保土ヶ谷区
- 柳川洋平（元福岡ソフトバンクホークス投手）：横浜市泉区
- 山口祥吾（新潟アルビレックスBC球団職員）：秦野市
- 山口鉄也（読売ジャイアンツ投手）：横浜市神奈川区
- 矢野英司（元横浜ベイスターズ-大阪近鉄バファローズ-東北楽天ゴールデンイーグルス-シャンバーグ・フライヤーズ-ナシュア・プライド投手）：横浜市港南区
- 山室公志郎（元千葉ロッテマリーンズ投手）：横浜市瀬谷区
- 山本一輝（元読売ジャイアンツ投手）：相模原市
- 山本賢寿（元読売ジャイアンツ投手、横須賀市議会議員）：横須賀市
- 山本淳（元埼玉西武ライオンズ投手）：海老名市
- 山本昌（元中日ドラゴンズ投手）：茅ヶ崎市
- 横山道哉（元横浜ベイスターズ-北海道日本ハムファイターズ-横浜ベイスターズ投手、現横浜DeNAベイスターズスコアラー）：海老名市
- 若田部健一（元福岡ダイエーホークス-横浜ベイスターズ投手、野球日本代表投手コーチ）：鎌倉市
- 渡邉博幸（中日ドラゴンズ内野守備走塁コーチ）：横浜市

女子野球
- 加藤優：秦野市
- 佐々木希
- 長尾朱夏
- 東坊城夢来
- 平井菜生
- 三浦柚恵：横浜市
- 柳理菜

選手以外
- 岩下健吾（プロ野球審判員）：綾瀬市
- 古賀真之（プロ野球審判員）
- 田中美一（アマチュア野球審判員）：横浜市
- 西本欣司（プロ野球セントラルリーグ審判員）：相模原市
- 前川芳男（元プロ野球審判員）
- 渡辺元智（横浜高等学校硬式野球部終身名誉監督）：足柄上郡松田町

### ソフトボール
- 髙山樹里：横須賀市
- 三科真澄：茅ヶ崎市
- 山田恵理：藤沢市

### サッカー
- 青木翔大（ザスパクサツ群馬）：厚木市
- 青田翔（横浜スポーツ&カルチャークラブ）：
- 芦野翔斗（横浜スポーツ&カルチャークラブ）：
- 阿部謙作（元ヴァンフォーレ甲府）：
- 阿部良則（元川崎フロンターレ）：藤沢市
- 天野貴史（元AC長野パルセイロ）：
- 新井泰貴（ガイナーレ鳥取）：
- 飯尾一慶（沖縄SV）：
- 池田航（横浜F・マリノス）：
- 石井圭太（いわてグルージャ盛岡）：
- 石井雄輔（元藤枝MYFC）：
- 石浦大雅（東京ヴェルディユース）：
- 石川直宏（元FC東京）：横須賀市
- 石原広教（湘南ベルマーレ）：藤沢市
- 石渡旭（福島ユナイテッドFC）：横須賀市
- 泉宗太郎（鈴鹿アンリミテッドFC）：
- 磯崎敬太（元サガン鳥栖）：
- 板倉滉（FCフローニンゲン）：横浜市青葉区
- 市川暉記（横浜FC）：中井町
- 伊東純也（KRCヘンク）：横須賀市
- 井上健太（福岡大学サッカー部）：横浜市
- 井上翔太郎（ヴァンラーレ八戸）：
- 井上雄幾（元栃木SC）：
- 今川正樹（FC今治）：
- 岩壁裕也（Y.S.C.C.横浜）：
- 岩本輝雄（サッカー解説者、元ベガルタ仙台）：横浜市
- 植木繁晴（元ザスパ草津監督）：川崎市
- 上田航平（Y.S.C.C.横浜）：
- 植村友哉（Y.S.C.C.横浜）：
- 臼井幸平（元栃木SC）：横浜市泉区
- 枝本雄一郎（鹿児島ユナイテッドFC）：藤沢市
- 榎本哲也（カターレ富山）：川崎市幸区
- 遠藤航（VfBシュトゥットガルト）：横浜市戸塚区
- 尾泉大樹（元佐川印刷京都SC）：川崎市
- 大泉和也（Y.S.C.C.横浜）：
- 大儀見優季（チェルシーLFC）：厚木市
- 大久保哲哉（FIFTY CLUB）：
- 大滝麻未（浦和レッズ・レディース）：
- 大橋正博（元松本山雅FC）：
- 大野忍（アーセナルLFC）：座間市
- 岡本享也（FC岐阜）：
- 岡山和輝（FC今治）：
- 小澤修一（元松本山雅FC、現取締役）：横浜市
- 小澤巧（元横浜スポーツ&カルチャークラブ）：
- 小澤光（横浜スポーツ&カルチャークラブ）：
- 小野寺志保（元日テレ・ベレーザ）：
- 小野寺健也（モンテディオ山形）：秦野市
- 小野裕二（ガンバ大阪）：横須賀市
- 岡野雅行 （ガイナーレ鳥取GM）：横浜市
- 小野智吉（元横浜FC）：横浜市
- 可児壮隆（ガイナーレ鳥取）：横浜市
- 金子大晟（Y.S.C.C.横浜）：
- 上尾野辺めぐみ（アルビレックス新潟レディース）：横浜市瀬谷区
- 上園和明（元カターレ富山）：
- 河野広貴（東京ヴェルディ）：
- 神村奨（元FC町田ゼルビア）： 相模原市
- 川上優樹（ザスパクサツ群馬）：
- 河野諒祐（水戸ホーリーホック）： 秦野市
- 川澄奈穂美（INAC神戸レオネッサ）： 大和市
- 菊原志郎（元東京ヴェルディコーチ）：
- 喜田拓也（横浜F・マリノス）：
- 北野翔（元ヴィッセル神戸）：
- 北原大奨（ブラウブリッツ秋田）：
- 近賀ゆかり（アーセナルLFC）：横浜市
- 工藤由夢（横浜スポーツ&カルチャークラブ）：
- 久保建英（ビジャレアルCF）：川崎市
- 栗原勇蔵（元横浜F・マリノス）：横浜市瀬谷区
- 小池知己（元水戸ホーリーホック）：鎌倉市
- 古賀鯨太朗（元FC琉球）：
- 古賀聡（元サンフレッチェ広島）：横浜市
- 小島直人（元FC岐阜コーチ）：川崎市
- 小林稔（ジュビロ磐田コーチ）：
- 小原章吾（元愛媛FC）：横浜市
- 近藤大輔（FC東京分析担当）：
- 雑賀友洋（FC町田ゼルビア・ツヴァイテ）：
- 酒井良（元FC町田ゼルビア）：
- 斉藤光毅（横浜FC）：
- 齋藤学（川崎フロンターレ）：川崎市
- 坂田大輔（元アビスパ福岡）：横浜市
- 佐々木翔（サンフレッチェ広島）：座間市
- 佐々木将貴（FC琉球GKコーチ）：
- 佐藤晃大（徳島ヴォルティス）：座間市
- 佐藤尚輝（アスルクラロ沼津）：
- 佐藤祐太（Y.S.C.C.横浜）：
- 佐藤優平（東京ヴェルディ）：
- 真田幸太（湘南ベルマーレ）：厚木市
- 佐原秀樹（元川崎フロンターレ）：横浜市鶴見区
- 重田征紀（元横浜FC）：伊勢原市
- 柴崎貴広（東京ヴェルディ）：
- 柴戸海（浦和レッズ）：横浜市
- 柴田壮介（湘南ベルマーレ）：茅ヶ崎市
- 清水光（アスルクラロ沼津）：
- 下田北斗（川崎フロンターレ）：
- 白石通史（湘南ベルマーレアシスタントコーチ）：
- 菅野賢一（元柏レイソル）：
- 鈴木達也（元FC東京）：横須賀市
- 鈴木唯人（清水エスパルス）：葉山町
- 鈴木雄太（元ザスパクサツ群馬）：
- 鈴木雄也（Honda FC）：
- 鈴木智子（元INAC神戸レオネッサ）：
- 須藤大輔（前ガイナーレ鳥取監督）：
- 清田奈央弥（ジュビロ磐田）：
- 関田寛士（元AC長野パルセイロ）：相模原市
- 関戸健二（ファジアーノ岡山）：
- 瀬沼優司（横浜FC）：相模原市
- 相馬崇人（元ヴィッセル神戸）：川崎市
- 高丘陽平（サガン鳥栖）：横浜市
- 高木駿（大分トリニータ）：藤沢市・川崎市
- 高木俊幸（セレッソ大阪）：横浜市
- 高木善朗（アルビレックス新潟）：横浜市
- 高田保則（元ザスパ草津）：横浜市青葉区
- 高橋拓也（ギラヴァンツ北九州）：
- 髙柳一誠（レノファ山口FC）：
- 瀧谷亮（カターレ富山）：座間市
- 竹内彬（カマタマーレ讃岐）：
- 武田英二郎（横浜FC）：川崎市
- 立花歩夢（横浜FC）：
- 谷口博之（元サガン鳥栖）：横須賀市
- 田場ディエゴ（Y.S.C.C.横浜）：藤沢市
- 辻正男（ザスパクサツ群馬）：藤沢市
- 蔦颯（ザスパクサツ群馬）：藤沢市
- 常本佳吾（明治大学体育会サッカー部）：
- 寺田周平（元川崎フロンターレ）：横須賀市
- 土橋正樹（元浦和レッズ）：横浜市
- 戸倉健一郎（元ヴェルディ川崎）：
- 戸田和幸（元清水エスパルス）：相模原市
- 飛田裕大（横浜スポーツ&カルチャークラブ）：大和市
- 外池大亮（元湘南ベルマーレ）：
- 友澤剛気（元横浜スポーツ&カルチャークラブ）：
- 豊田奈夕葉（横浜FCシーガルズ）：鎌倉市
- 中川勇人（カセサート・ユニバーシティFC）：
- 長倉颯（FC岐阜）：
- 永里亜紗乃（1.FFCトゥルビネ・ポツダム）：厚木市
- 永里源気（ラーチャブリーFC）：厚木市
- 中林洋次（横浜F・マリノス）：
- 中村俊輔（横浜FC）：横浜市戸塚区
- 中村帆高（FC東京）：横須賀市
- 中村龍雅（SC相模原）：平塚市
- 永山邦夫（元横浜F・マリノス）：
- 西川彩華（ジェフユナイテッド市原・千葉レディース）：
- 野田恭平（元FC岐阜）：相模原市
- 長谷部茂利（アビスパ福岡監督）：横浜市栄区
- 長谷川隼（カマタマーレ讃岐）：
- 馬場賢治（鹿児島ユナイテッドFC）：平塚市
- 早野宏史（サッカー解説者、元柏レイソル監督）：川崎市
- 平川弘（元横浜マリノス）：
- 平間直道（Y.S.C.C.横浜）：
- 福井光輝（FC町田ゼルビア）：藤沢市
- 福田愛大（FC琉球）：
- 福田正博（サッカー解説者、元浦和レッズ）：横浜市
- 藤井泰行（元横浜スポーツ&カルチャークラブGKコーチ）：
- 藤本淳吾（元ガンバ大阪）：大和市
- 星広太（SC相模原）：横浜市
- 星雄次（大分トリニータ）：横浜市
- 星野泰聖（Y.S.C.C.横浜GKコーチ）：
- 堀孝史（元浦和レッズ監督）：厚木市
- 本田拓也（モンテディオ山形）：相模原市
- 松川友明（元ベルマーレ平塚）：
- 松田詠太郎（SC相模原）：
- 松橋優安（東京ヴェルディ）：
- 美尾敦（元FC岐阜）：横浜市
- 三木隆司（元徳島ヴォルティス）：相模原市
- 三栖英揮（FC琉球フィジカルコーチ）：
- 水内猛（スポーツキャスター、元浦和レッズ）：横浜市
- 水木将人（アスルクラロ沼津）：
- 水沼宏太（横浜F・マリノス）：
- 光岡眞矢（元ベガルタ仙台）：
- 三平和司（大分トリニータ）：秦野市
- 南雄太（横浜FC）： 川崎市
- 箕輪義信（元コンサドーレ札幌）：川崎市
- 宮尾孝一（Y.S.C.C.横浜）：
- 宮川大輔（元ギラヴァンツ北九州）：
- 三好康児（ロイヤル・アントワープFC）：川崎市
- 武藤雄樹（浦和レッズ）：座間市
- 村岡拓哉（栃木ウーヴァFC）：横浜市
- 村上巧（ロアッソ熊本）
- 村越凱光（松本山雅FC）：小田原市
- 茂庭照幸（セレッソ大阪）：厚木市
- 森岡隆三（元ガイナーレ鳥取監督）：横浜市
- 森本貴幸（アビスパ福岡）：川崎市
- 柳沢将之（元横浜FC）：
- 丹羽竜平（SC相模原）：横浜市
- 柳田美幸（元浦和レッズ・レディース）：茅ヶ崎市
- 薮田光教（元FC岐阜）：川崎市
- 山口聖矢（SC相模原）：座間市
- 山本絵美（TASAKIペルーレFC）：横須賀市
- 山本理仁（東京ヴェルディ）：
- 結城耕造（元ジェフユナイテッド市原・千葉）：横浜市
- 汰木康也（浦和レッズ）：横浜市
- 吉川剛幸（元Y.S.C.C.）：
- 吉野裕太郎（Y.S.C.C.横浜）：
- 吉濱遼平（レノファ山口FC）：川崎市
- 李国秀（元ヴェルディ川崎監督）：横浜市
- 和田拓也（横浜F・マリノス）：

### バスケットボール
五十音順
- 青木勇人（bjリーグ・横浜ビー・コルセアーズ）：藤沢市
- 赤穂真（元住友金属-松下電器-石川ブルースパークス）：横浜市
- 浅野崇史（NBL・つくばロボッツ）：横浜市
- 朝山正悟（NBL・アイシン三河）：横浜市
- 池住美穂（Wリーグ・シャンソン化粧品）
- 伊藤俊亮（NBL・三菱名古屋）：座間市
- 稲井桃子（デンソー）：小田原市
- 沖田眞（元三菱電機）
- 小畑亜章子（元デンソー）
- 加藤貴子（元シャンソン化粧品）：横浜市
- 蒲谷千恵（元富士通）
- 蒲谷正之（bjリーグ・横浜ビー・コルセアーズ、蒲谷千恵の兄）：横須賀市
- 喜多川修平（NBL・アイシン三河）：
- 君塚大輔（元大分ヒートデビルズ-ライジング福岡）：横須賀市
- 木村実（bjリーグ・岩手ビッグブルズ）
- 熊谷宜之（NBL・三菱名古屋）：
- 佐古賢一（元いすゞ自動車-アイシン精機）：横浜市
- 佐藤浩貴（bjリーグ・島根スサノオマジック）：
- 篠崎澪（Wリーグ・富士通レッドウェーブ）
- 篠山竜青（NBL・東芝神奈川）
- 鈴木鉄夫（JBL2・アイシン・エィ・ダブリュ）：
- 鈴木裕紀（bjリーグ・大分ヒートデビルズヘッドコーチ）：横浜市
- 関根麻衣子（Wリーグ・三菱電機）
- 高辻周孝（元住友金属-アイシン精機）：川崎市
- 竹田謙（JBL・リンク栃木ブレックス）：川崎市高津区
- 田臥勇太（元NBA・フェニックス・サンズ、NBL・リンク栃木ブレックス）：横浜市
- 信平和也（元東京アパッチ）：川崎市多摩区
- 信平優希（bjリーグ・埼玉ブロンコス、信平和也の弟）
- 原口真英（bjリーグ・埼玉ブロンコス）：海老名市
- 福田幹也（bjリーグ・埼玉ブロンコス）
- 堀田剛司（bjリーグ・横浜ビー・コルセアーズ）：
- 町田洋介（元東芝-滋賀レイクスターズ-リンク栃木ブレックス）：横須賀市
- 松藤光生（元オーエスジー-豊田通商）
- 南山真（元いすゞ自動車）：横浜市金沢区
- 三宅学（横浜清風高校監督）：横浜市戸塚区
- 宮澤夕貴（Wリーグ・JX-ENEOSサンフラワーズ）：横浜市
- 森ムチャ（Wリーグ・トヨタ自動車アンテロープス）
- 森本由樹（Wリーグ・羽田ヴィッキーズ）
- 渡邉裕規（NBL・リンク栃木ブレックス）
- 渡辺由夏（Wリーグ・シャンソン化粧品）
- 渡邊雄太（NBA・メンフィス・グリズリーズ）

### ラグビー
- 青木恵斗
- 五十嵐優
- 池上真介
- 石井智亮：川崎市
- 石井勇輝：川崎市
- 石田楽人
- 伊藤耕太郎
- 伊藤峻祐:茅ヶ崎市
- 岩間保彦
- 臼井陽亮
- 内海春菜子
- 大久保尚哉：川崎市
- 大黒田裕芽
- 大山祥平
- 小笠原大樹
- 覺來弦
- 小澤直輝：大和市
- 加島DJ
- 片倉康瑛：川崎市
- 篭島優輝
- 川崎桜子(元レフリー)：川崎市
- 公家明日香：横浜市
- 日下太平：鎌倉市
- 北村瞬太郎
- 栗原大介：藤沢市
- 栗原由太：藤沢市
- 小泉怜史
- 小出深冬
- 向來桜子
- 古賀淳
- 小林花奈子
- 小林健太郎
- 小吹祐介
- 齋藤直人
- 佐伯悠：横浜市
- 笹倉康誉
- 笹倉康義
- 佐藤幹夫
- 佐藤健次
- 佐藤晴紀：横浜市
- 佐野瑛亮
- 白井吾士矛：横浜市
- 杉浦直人：小田原市
- 鈴木育美
- 鈴木秀明
- 鈴木実沙紀
- 鈴木陽子
- 高木一成
- 高野眞希
- 高野裕平
- 高橋敏也：川崎市
- 武井敬司
- 立山由香里
- 田中元珠
- 谷口令子
- 田畑万併
- 種本直人：川崎市
- 田村魁世
- 土屋眞
- 床田淳貴
- 床田聖悟：横浜市
- 床田裕亮
- 中川真生哉：川崎市
- 中楠一期：横浜市
- 中村航
- 長野正和：横浜市
- 中丸彩衣：厚木市
- 中村洋平
- 仲宗根健太
- 難波英樹
- 西橋勇人：横浜市
- 沼田邦光
- 濱野大輔：横浜市
- 林琉輝：横浜市
- 春口翼
- 平石颯：横浜市
- 廣畑光太朗
- 深澤翔祐
- 古田京
- 古屋みず希：横浜市
- 細田隼都
- 牧田旦：藤沢市
- 松下怜央：横浜市
- 松永美穂
- 松本光貴
- 馬屋原誠
- 武藤ゆらぎ：横浜市
- 室越香南
- 元吉和中
- 森屋颯太
- 安井慎太郎
- 山口貴久：横須賀市
- 山本凱：横浜市
- 山本耕生
- 山本実
- 湯澤奨平
- 和田拓
- 渡邉夏燦
- 渡邊洋人：横浜市

### バレーボール
- 石井美樹（元JTマーヴェラス）：横浜市
- 熊田康則（元富士フイルム）
- 佐々木太一（元サントリーサンバーズ）：横浜市旭区

### テニス
- 大野雄治：川崎市
- 雉子牟田明子：海老名市
- 雉子牟田直子：海老名市
- 杉山愛：横浜市→茅ヶ崎市
- 添田豪：藤沢市
- 藤原里華：藤沢市
- 穂積絵莉：平塚市
- 望月慎太郎：川崎市

### 大相撲
- 朝乃翔一（元前頭）：小田原市
- 朝弁慶大吉（元十両）：平塚市
- 江戸ヶ崎源弥（関脇）：大住郡四之宮村（現：平塚市）
- 大石田謙治（元十両）：相模原市
- 金親和憲（元十両）：横浜市
- 金乃花武夫（元小結）：横浜市
- 頂ノ郷昌登（元十両）：横浜市
- 鬼雷砲良蔵（元前頭）：横浜市
- 荒篤山太郎（前頭）：横浜市
- 相模川佶延（元関脇）：愛甲郡南毛利村（現：厚木市）
- 湘南乃海桃太郎（前頭）：中郡大磯町
- 前進山良太（元十両、現世話人）：横浜市
- 相武山信男（元十両）：津久井郡
- 隆三杉太一（元小結、現年寄常盤山）：川崎市
- 栃纒勇光（元前頭）：川崎市
- 友風想大（前頭）：川崎市
- 濱ノ海芳正（元十両）：横浜市
- 葉山健治（元十両）：横須賀市
- 秀錦啓光（元十両）：川崎市
- 廣川泰三（元小結）：横須賀市
- 福の守尚（元十両）：小田原市
- 武藏山武（33代横綱）：
- 横車利三郎（元前頭）：川崎市
- 雷ノ峰伊助（元前頭）：横須賀市
- 若潮芳雄（元前頭）：横浜市
- 若羽黒朋明（元大関、ブルドーザーの異名も）：横浜市

### 柔道
- 飯田健太郎：綾瀬市
- 猪熊功：横須賀市
- 小川雄勢：横浜市
- 神取忍：横浜市磯子区
- 窪田和則：川崎市
- 庄司武男：藤沢市
- 生田秀和：
- 高井洋平：横浜市
- 高木海帆：川崎市
- 武田淳子：横須賀市
- 竪石洋美：
- 渡名喜風南：相模原市緑区
- 長澤憲大：
- 楢崎教子：大和市
- 松本勇治：
- 森山孝臣：
- 山崎珠美：横浜市瀬谷区

### ボクシング
- 伊佐春輔：川崎市
- 石澤開：相模原市
- 井上浩樹：座間市
- 井上尚弥：座間市
- 大保龍斗：横浜市
- 大平剛：川崎市生まれ横浜市出身
- 大橋秀行：横浜市
- 岡田誠一：横浜市
- 葛西裕一：横浜市
- 北野武郎：大磯町
- 久保田和樹：藤沢市
- 郷司利也子：川崎市
- 今野裕介：川崎市
- 齊藤裕太：川崎市
- 進藤靖弘：横浜市
- 関島優作：大和市
- 新井田豊（WBA世界ミニマム級チャンピオン）：横浜市
- 花形冴美：横浜市
- 花形進：横浜市
- 東悟：横浜市
- 保住直孝：横須賀市
- 松田恵里：海老名市生まれ伊勢原市出身
- 松田直樹：小田原市
- 松本圭佑：横浜市
- 松本好二：横浜市
- 松本亮：川崎市
- 水谷直人：横浜市
- 栁堀隆吾：横浜市
- 大和心：横須賀市

### キックボクシング
- 内田雅之：
- 尾崎圭司：
- 小山内直人：平塚市
- 喜入衆：
- 城戸康裕：
- 黒田アキヒロ：相模原市
- 瀬尾尚弘：
- Dyki：
- 谷山俊樹：
- 角田紀子：川崎市
- 西山誠人：
- HIROYA：愛甲郡愛川町
- 前田憲作：座間市
- 松浦信次：
- 松本芳道：横浜市
- 港太郎：川崎市
- 百瀬竜徳：
- 山口元気：

### レスリング
- 成国晶子：
- 浜田千穂：
- 山本聖子：川崎市
- 山本美憂：川崎市

### プロレス
- アントニオ猪木：横浜市
- 上谷沙弥
- 神取忍：横浜市
- 木村響子：横浜市
- 木村花：横浜市
- 木髙イサミ：横浜市
- スーパー・ストロング・マシン：平塚市
- 雫有希：川崎市
- 志田光：寒川町
- 朱里：海老名市
- 紫雷美央：鎌倉市
- 紫雷イオ：鎌倉市
- シバター：横浜市
- 鈴木みのる：横浜市
- 諏訪魔：藤沢市
- 髙田延彦：横浜市
- 田中きずな：逗子市
- 田中盟子：川崎市
- Chi Chi
- 夏樹☆たいよう：川崎市
- なつぽい（万喜なつみ）：横浜市
- 橋本大地
- バラモン兄弟（バラモン・シュウ&バラモン・ケイ）：横浜市
- 冬木弘道：横浜市
- 真壁刀義：相模原市
- 松井珠紗：川崎市
- 松本浩代：平塚市
- 薬師寺正人：横浜市
- 山本小鉄：横浜市南区
- 米山香織：逗子市
- 渡辺桃：相模原市
- エチカ・ミヤビ：小田原市

### 総合格闘技
- 朝日昇：横浜市
- 阿部博之：横浜市
- 今成正和：秦野市
- 碓氷早矢手：横浜市
- 宇野薫：横須賀市
- 瓜田幸造：横浜市
- 岡見勇信：藤沢市
- 勝村周一朗：横浜市
- 川口健次：川崎市
- 川原誠也：横浜市
- KEI山宮：茅ヶ崎市
- 小谷直之：横須賀市
- 五味隆典：愛甲郡愛川町
- 雑賀“ヤン坊”達也：
- 佐藤ルミナ：小田原市
- 猿丸ジュンジ：横浜市
- 志田幹：川崎市
- 渋谷修身：三浦郡葉山町
- 正城ユウキ：鎌倉市
- 髙田延彦：横浜市
- 瀧澤謙太：横浜市
- 巽宇宙：横浜市
- 田中路教：横浜市
- 田沼良介：藤沢市
- 富松恵美：川崎市
- 中尾受太郎：横須賀市
- 長谷川賢：
- 長谷川悟史：横須賀市
- 葉山智昭：
- BJ：横浜市
- 不死身夜天慶：横浜市
- マーク・ムニョス：横須賀市
- 松嶋こよみ：横浜市
- マモル：川崎市
- 水垣偉弥：三浦市
- 本村康博：
- 山田哲也：横須賀市
- 山本アーセン：
- 山本"KID"徳郁：川崎市
- リオン武：横浜市

### 空手
- 数見肇：川崎市
- 鈴木国博：横須賀市
- 関忠則：秦野市
- 田中健太郎：横浜市
- 外薗大志：厚木市
- 八巻建弐：横浜市

### 陸上競技
- 出水田眞紀（長距離走）：横浜市
- 太田陽子（走高跳）：鎌倉市
- 尾崎朱美（長距離走・マラソン）：山北町
- 尾崎好美（長距離走・マラソン）：山北町
- 小幡佳代子（マラソン）：平塚市
- 加藤覚（長距離走）：横浜市瀬谷区
- 苅部俊二（400mハードル、400m）：横浜市南区
- 岸川朱里（中距離走）：
- クレイ・アーロン・竜波（中距離走）：藤沢市
- 座間紅祢（長距離走）：平塚市
- 清水萌衣乃（長距離走）：
- 城下麗奈（100mハードル）：
- 鈴木悠介（長距離走）：平塚市
- 館澤亨次（中距離走、長距離走）：横浜市
- 野口みずき（長距離走・マラソン）：
- 長谷川大悟（三段跳）：横浜市
- 古谷拓夢（110mハードル）：南足柄市
- 松枝博輝（長距離走）：南足柄市
- 松下祐樹（400mハードル）：小田原市
- 松永大介（競歩）：
- 森田香織（長距離走）：
- 矢澤航（110mハードル）：横浜市
- 吉川美香（中距離走）：相模原市

### 水泳
- 小坂悠真：座間市
- 坂井丞（飛込競技）：相模原市
- 田島寧子：鎌倉市
- 立石諒：藤沢市
- 中村礼子：横浜市都筑区
- 松下哲哉 （水泳・アーティスティックスイミング指導者 運動生理）：横浜市
- 本多灯：横浜市
- 塩浦慎理：伊勢原市

### 体操競技
- 梶山広司：
- 白井健三：横浜市
- 村上茉愛：相模原市

### フィギュアスケート
- 青木祐奈：横浜市
- 荒川静香：鎌倉市
- 鍵山優真：
- 佐々木彰生：横浜市
- 澤山璃奈（ファッションモデル）：
- 村主千香：横浜市
- 町田樹：川崎市
- 村上大介：

### サーフィン
- アンジェラ・磨紀・バーノン：横須賀市
- 石川拳大：茅ヶ崎市
- 都筑有夢路：藤沢市
- ドジ井坂：茅ヶ崎市
- 中村竜：鎌倉市
- 松田詩野：茅ヶ崎市
- 村上舜：湯河原町

### 競馬
- 青木芳之（JRA騎手）：横浜市
- 今野忠成（川崎競馬騎手）：
- 加用正（元JRA騎手、JRA調教師）：
- 後藤浩輝（JRA騎手）：相模原市
- 西田雄一郎（JRA騎手）：横浜市
- 二ノ宮敬宇（JRA調教師）：
- 松山将樹（JRA調教師）：

### 自転車競技
- 伊藤雅和（ロードレース選手）：横浜市
- 三瓶将廣（BMX選手）：川崎市
- 別府匠（ロードレース）：茅ヶ崎市
- 別府史之（自転車プロロードレーサー）：茅ヶ崎市

#### 競輪選手
- 石井雅史（現 パラサイクリング選手）：伊勢原市
- 猪俣康一：横浜市
- 上野真吾
- 遠澤健二
- 郡司浩平：横浜市
- 河野淳吾（元 Jリーガー）：湯河原町
- 佐々木龍也
- 佐々木龍
- 渋谷小夜子
- 白井通義
- 杉井正義
- 高原永伍（日本競輪学校名誉教諭、日本名輪会会員）：川崎市川崎区
- 高貫亘弘
- 出口眞浩
- 能一実：小田原市
- 星川淳
- 山田英伸
- 吉川多喜夫
- 和田真久留

### モータースポーツ

#### 自動車競技
- 阿部翼：
- 飯田章：相模原市
- いとうりな：
- 影山正彦：藤沢市
- 影山正美：藤沢市
- 片山右京：相模原市
- 加藤寛規：伊勢原市
- 国本京佑：横浜市
- 国本雄資：横浜市
- 小泉洋史：
- 近藤真彦：
- 眞田清裕：
- 篠原孝道：
- 高星明誠：平塚市
- 竹内浩典：
- 立川祐路：鎌倉市
- 土屋武士：藤沢市
- 角田裕毅：相模原市
- 西谷拓也：横浜市
- 萩原光：小田原市
- 橋澤宏：
- 松田晃司：
- 桃田健史：横浜市
- 山崎信介：
- 横溝直輝：
- 和田孝夫：藤沢市

#### オートバイ競技
- 秋田貴志：綾瀬市
- 猪俣康一（モトクロス）：横浜市
- 岩田行雄（オートレース）：
- 岡崎静夏：
- 加賀山就臣：横浜市
- 小山知良：相模原市
- 清水雅広：藤沢市
- 成田匠（トライアル）：
- 成田亮（トライアル）：
- 星野知也：
- 丸山美由貴：

#### 競艇
- 大池佑来：
- 長田頼宗：相模原市
- 北山康介：
- 高橋勲：
- 中野次郎
- 西田靖

### その他のスポーツ選手
- 青木晋平（ビーチバレー）：
- 伊沢利光（プロゴルフ）：鎌倉市
- 石坂有紀子（ビーチバレー）：茅ヶ崎市
- 鎌田奈緒子（セーリング）：逗子市
- 菊地敏之（クライマー）：横浜市
- 斉藤愛璃（プロゴルフ）：厚木市
- 佐藤彩香（一輪車）：茅ヶ崎市
- 鈴木理沙（プロボウラー）
- 田中雅彦（バドミントン）：横浜市
- 辻梨恵（プロゴルフ）：南足柄市
- 鶴岡果恋（プロゴルフ）：横浜市
- 内藤真実（バドミントン）：相模原市
- 原英莉花（プロゴルフ）：横浜市
- 堀川未来夢（プロゴルフ）：海老名市
- 松井千夏（スカッシュ）：川崎市
- 安田彩乃（プロゴルフ）：茅ヶ崎市
- 山口順（モルック）：横浜市
- 山本博（アーチェリー）：横浜市
- 高木優奈（プロゴルフ）：小田原市[12]

## 芸能人

### アイドル
- アイドリング!!!元メンバー
  - 外岡えりか：横浜市
  - 玉川来夢（ChocoLe）
  - 橋本楓（HIP♡ATTACK fromアイドリング!!!、ChocoLe）：平塚市
  - 橋本瑠果（NEO fromアイドリング!!!）：平塚市
  - フォンチー（Vacancy Cotrol）：平塚市
  - 古橋舞悠（NEO fromアイドリング!!!）
  - 横山ルリカ：横浜市
- Aive：秦野市
- 青木佳音
- 蒼井夏美
- 秋山絵美
- アップアップガールズ（仮）
  - 青柳佑芽
- アップアップガールズ（仮）元メンバー
  - 佐藤綾乃
  - 古川小夏
- アンジュルム
  - 松本わかな
  - 平山遊季
- アンジュルム元メンバー
  - 相川茉穂
- 伊藤りな：川崎市
- 石原美優：横浜市
- 市川みか
- 今井翼（元タッキー&翼）：藤沢市
- 今井成美：横浜市
- 上杉梨華
- =LOVE
  - 瀧脇笙古
- =LOVE元メンバー
  - 齊藤なぎさ
- 石井泉羽（つばきファクトリー）
- AKB48グループ
  - AKB48
    - 岩立沙穂
    - 田口愛佳
    - 千葉恵里：横浜市
    - 福岡聖菜

  - AKB48元メンバー
    - 板野友美：横浜市、幼少期に大阪府に在住
    - 内山奈月
    - 大島涼花
    - 大森美優
    - 岡田奈々：大和市（大阪府寝屋川市生まれ）
    - 小田えりな
    - 川栄李奈
    - 川崎希：横浜市
    - 倉持明日香（元フレンチ・キス）：横浜市
    - 小林茉里奈：川崎市
    - 鈴木紫帆里
    - 冨手麻妙
    - 永尾まりや：横浜市
    - 成瀬理沙
    - 村山彩希

  - SKE48元メンバー
    - 大場美奈（元AKB48）

  - NMB48元メンバー
    - 谷川愛梨：川崎市（大阪府育ち）

  - AKB48 Team TP元メンバー
    - 阿部マリア（元AKB48）：横須賀市
- 多田あさみ
- 大坂俊介（元ジャニーズJr.）
- 大竹愛子
- 大城麻耶
- 大西颯季（w2w、Go!Go!ぱわふる学園）
- 大橋優花
- 小神野由佳
- 小田島渚
- 笠原桃奈（ME:I、元アンジュルム）
- 片岡沙耶
- 加藤悠
- 蟹沢萌子（≠ME）
- KAT-TUN元メンバー
  - 上田竜也
  - 田口淳之介：相模原市（愛知県生まれ）
- 北澤鞠佳（赤マルダッシュ☆）
- 北見綾野
- Kis-My-Ft2
  - 藤ヶ谷太輔
  - 宮田俊哉
  - 横尾渉
- Kis-My-Ft2元メンバー
  - 北山宏光
- ℃-ute元メンバー
  - 梅田えりか：横浜市保土ケ谷区
  - 栞菜
- 黒澤葉月：横浜市
- 小泉遥（Doll☆Elements）
- 小滝香蓮
- KOTO：横浜市
- 小原裕貴（元ジャニーズJr.）
- 小柳歩（6代目ミスマリンちゃん）
- 今野杏南：茅ヶ崎市
- 斉藤雅子
- 坂田彩
- 坂道シリーズ
  - 乃木坂46
    - 井上和：横浜市
    - 梅澤美波：平塚市
    - 奥田いろは（千葉県育ち）
    - 林瑠奈：横浜市都筑区（兵庫県生まれ）

  - 乃木坂46元メンバー
    - 伊藤かりん：横浜市
    - 伊藤純奈：横浜市
    - 伊藤万理華：川崎市麻生区（大阪府吹田市生まれ）
    - 桜井玲香：横浜市（北海道函館市生まれ）
    - 能條愛未：藤沢市

  - 欅坂46/櫻坂46元メンバー
    - 今泉佑唯：相模原市南区
    - 尾関梨香：相模原市南区

  - 日向坂46
    - 佐々木美玲：横浜市鶴見区（兵庫県神戸市東灘区育ち）
    - 富田鈴花：川崎市（岐阜県生まれ）
    - 宮地すみれ：横浜市

  - 日向坂46元メンバー
    - 潮紗理菜：横浜市青葉区（長崎県生まれ）
    - 高本彩花：秦野市
- 笹倉美波
- さくら学院元メンバー
  - 麻生真彩
  - 岡崎百々子
  - 日髙麻鈴
- 佐藤麻紗
- 佐山彩香
- 篠崎こころ（元プティパ-petit pas!-）：横須賀市
- 柴田あゆみ（元メロン記念日）：川崎市麻生区
- しほの涼
- 清水ゆう子
- ショウタロウ（RIIZE、元NCT）
- SUPER☆GiRLS元メンバー
  - 木戸口桜子：（育ちは北海道札幌市）
  - 志村理佳
- 菅原あさひ
- 鈴木亜美：座間市
- 鈴木葉月
- 鈴木美弥
- 鈴木梨乃：横浜市
- SixTONES
  - 髙地優吾：横浜市
  - 森本慎太郎
- SMAP元メンバー
  - 香取慎吾：横浜市鶴見区
  - 中居正広：藤沢市
- すみれこ：横浜市
- 諏訪野しおり
- 7ORDER
  - 諸星翔希
  - 安井謙太郎
- timelesz
  - 寺西拓人：川崎市
  - 橋本将生
  - 原嘉孝
- 高畑岬（元ジャニーズJr.）
- 高梨まり
- 髙橋海人（King & Prince）
- 多岐川華子
- 滝口成美
- 田嶋紗羅
- 田代すみれ（OCHA NORMA）
- 田中咲帆（CROWN POP）
- チャオ ベッラ チンクエッティ元メンバー
  - 秋山ゆりか
  - 後藤夕貴
  - 橋本愛奈
- 塚田僚一（A.B.C-Z）
- 塚本舞：横浜市
- 筒井都
- 椿泰我（IMP.）
- 藤堂はな：横浜市
- Travis Japan
  - 吉澤閑也
  - 松倉海斗
- 仲澤莉南（Carat：Rina）
- 仲川瑠夏（FRUITS ZIPPER）
- 中島愛里
- 中嶋かねこ
- 長瀬智也（元TOKIO）：横浜市青葉区
- 夏希リラ
- 菜月アイル（CANDY GO!GO!）
- 菜月理子
- 七緒らん
- 仁藤みさき
- NEWS
  - 加藤シゲアキ：横浜市（広島県生まれ、10歳まで大阪府育ち）
  - 小山慶一郎：相模原市（佐賀県生まれ）
- NEWS元メンバー
  - 草野博紀
  - 手越祐也：横浜市都筑区
- 野澤祐樹
- 野間れい
- HiHi Jets
  - 井上瑞稀
  - 髙橋優斗
  - 橋本涼
- 橋元優菜
- 長谷川恵美
- 原田都愛（元mirage²、Girls²）
- 東原亜希：横須賀市
- 妃美香
- 日比美思（元Dream5）
- 平野聡子
- 平松真実
- 平本淳也（元SHADOW）：厚木市
- V6元メンバー
  - 長野博（20th Century）：大和市
  - 三宅健：横浜市港北区（香川県高松市生まれ）
- 深山あすか
- 福永マリカ
- 藤沢玲花
- 藤川ありさ
- FANTASISTA元メンバー
  - 佐々木蓮
  - 鈴木彩
- Hey! Say! JUMP
  - 薮宏太（元Ya-Ya-yah）
- Hey! Say! JUMP元メンバー
  - 森本龍太郎：横浜市（石川県生まれ）
- ベイビーレイズJAPAN元メンバー
  - 林愛夏
  - 渡邊璃生
- Berryz工房
  - 熊井友理奈：厚木市
  - 清水佐紀：座間市
  - 菅谷梨沙子：逗子市
  - 徳永千奈美：川崎市
- 星名美怜（私立恵比寿中学）
- 堀田ゆい夏
- マジカル・パンチライン元メンバー
  - 小山リーナ（現・小山璃奈）
  - 清水ひまわり
- 升水美奈子
- 真奈
- 真野恵里菜
- 丸居沙矢香：川崎市
- 松本ももな（高嶺のなでしこ、元ラストアイドル）
- 水野ちはる
- 水野由結（元BABYMETAL〈YUIMETAL名義〉）
- 水野舞菜：（元ラストアイドル）
- 三花愛良
- 南明奈：座間市
- 武藤なみ
- ももいろクローバーZ
  - 佐々木彩夏
  - 高城れに
  - 玉井詩織（鹿児島県種子島生まれ）
- ももいろクローバー元メンバー
  - 柏幸奈
  - 弓川留奈
- 森下加奈
- モーニング娘。
  - 小田さくら：座間市
- モーニング娘。元メンバー
  - 石川梨華（元美勇伝・音楽ガッタス）：横須賀市
  - 新垣里沙：横浜市保土ヶ谷区
  - 矢口真里：横浜市泉区
- 望月琉叶（元民族ハッピー組）
- 梁川奈々美（元Juice=Juice・カントリー・ガールズ）
- 山口莉愛（Lucky2、元lovely2）
- 大和真実
- 吉田萌美
- 吉野公佳
- KENTO.i(IVVY)

### タレント
- 相川みさお：
- 相沢ゆりか：
- あいざわ元気（ディスクジョッキー）：
- 青山美恵子：
- 青山みなみ：
- 赤坂七恵：
- 浅田好未：
- 鮎河ナオミ：
- 荒川ちか（元乙女新党）：横浜市
- 安藤遥：
- 安西ひろこ：相模原市
- 安藤成子：
- 杏さゆり：
- 五十嵐恵：
- 石井正則（元アリtoキリギリス）：
- 石井萌々果（Pocchimo）：
- 石塚英彦（ホンジャマカ）：横浜市保土ヶ谷区
- 礒部希帆：
- 一戸奈美：厚木市
- いとうあいこ：横浜市→横須賀市
- いとうりな：
- 伊藤綺夏：
- 井上滉稀：
- 井上ゆりな：
- 井口綾子：
- 岩井証夫：
- 岩井由紀子（元おニャン子クラブ）：横浜市鶴見区
- 宇江佐りえ（レポーター）：
- ウエディ新剛：横浜市
- 植松真美：
- 臼井静：座間市
- 内田さゆり：横浜市
- 宇津木めぐみ：
- 浦えりか/青明寺浦正（元中野風女シスターズ/風男塾）
- 近江七恵：
- 太田奈緒子：川崎市
- 大石吾朗：
- 大坂夕：
- 大杉亜依里：
- 大櫛エリカ：
- 大瀧彩乃：
- 大村らら：
- 小神野由佳：
- 沖玲萌：
- 奥原ゆきの:
- 小田有紗：
- 小田京子：
- 小川エリカ：
- 小野茜：
- 岡村麻純：横浜市
- おすぎ：横浜市
- 片岡涼乃：
- 加藤未央：座間市
- 金子きょんちぃ（ぱーてぃーちゃん）：藤沢市
- 神元結莉：
- 川口翔平：
- 川村エミコ（たんぽぽ）：三浦市
- 川島令美：
- 川村虹花（元仮面女子）：横浜市
- 川村ゆきえ：
- 神田うの：
- 木口亜矢：
- 木下愛未：
- 岸本梓：
- 桐島かれん：
- 久家心：
- 久保恵子：
- 熊谷茶（ガリットチュウ）：横須賀市
- 倉沢淳美（元わらべ）：
- 栗山夢衣：
- 香坂みゆき：大和市
- 幸坂ゆか：
- 河野玄斗
- 小阪由佳：
- 小嶋亜由美：
- 小島くるみ：座間市
- 小杉怜子：
- 児玉美保：
- 小林賢太郎（ラーメンズ）：
- 小宮孝泰（コント赤信号）：小田原市
- 小室友里：
- 近堂かおり：
- 酒井健太（アルコ&ピース）：川崎市川崎区
- 坂木優子：
- 坂本結菜：
- 桜塚やっくん：横浜市
- 斉藤まりな：
- 斎藤隆成：
- 坂井ひろみ：
- 榊原郁恵：厚木市
- 坂本三佳：
- 佐倉真衣：
- 佐々木絵美子：
- 佐藤藍子：川崎市
- 佐藤寛子：
- 佐山彩香：
- 沢井美優：
- SHELLY：横浜市
- 重光絵美：
- ジジ・ぶぅ：
- 島田翼：
- 嶋村瞳：横浜市
- 清水香苗：
- 清水ゆう子：横須賀市
- ジョイマン
  - 池谷和志：横浜市
  - 高木晋哉：横浜市
- 上々軍団
  - さわやか五郎：川崎市中原区
  - 鈴木啓太：川崎市川崎区
- 鈴木亜美：座間市
- 鈴木心緒：
- 鈴木拓（ドランクドラゴン）：綾瀬市
- 鈴木なお：座間市
- 鈴木涼子：
- 鈴木礼央奈：
- センス爆発女：横浜市
- 曽根純恵：
- たいがー・りー：
- 高橋絵美：
- 高橋邦彦（アホマイルド）：横浜市
- 田川まゆみ：
- 多岐川華子：
- 田嶋紗羅：
- たなかえり：
- 田原彩香：
- 俵有希子：
- 俵小百合：
- 堤下敦（インパルス）：横浜市
- 坪倉由幸（我が家）：横浜市
- 角田ともみ：
- 椿鮒子：横浜市泉区
- 出川哲朗：横浜市
- 冨手麻妙：
- 永井杏：
- 長嶋智彦（ダーリンハニー）：川崎市多摩区
- 中嶋美年子：
- 中山エミリ：川崎市
- 渚：
- 西尾沙織：
- 西田ひかる：川崎市
- 野々のん：横浜市
- 橋元優菜：
- 長谷部瞳：横浜市
- はな：横浜市
- 馬場憲治：鎌倉市
- 原朋子：
- 原なつみ：
- パンチ佐藤（元プロ野球選手）：川崎市高津区
- ピーコ：横浜市
- 東原亜希：横須賀市
- 東山紀之（少年隊）：川崎市
- 引田天功 (初代)（奇術師）：横浜市
- 秀島史香：
- 日村勇紀（バナナマン）：相模原市
- 布川敏和（元シブがき隊）：川崎市
- ふかわりょう：横浜市
- 福井裕佳梨：平塚市
- 福田美姫：
- 藤井千帆：横浜市
- 藤川なお美：
- 藤間ほのか：
- 藤村俊二：鎌倉市
- 藤本理子：
- ベッキー：川崎市宮前区
- 細川藍：
- 堀田ゆい夏：（生まれは愛知県豊橋市）
- 堀内健（ネプチューン）：横須賀市
- 本田みずほ：相模原市
- 前根奏子：
- 幕内里奈︰
- 松尾実李果：
- 松尾瑠璃：
- 水野ちはる：
- 三瀬真美子（シェイプUPガールズ）：
- ミッキー安川：横浜市
- みとゆな：
- 南明奈：座間市
- 宮内亜弥子：
- 宮内知美：横浜市
- 村上知子（森三中）：横浜市磯子区
- 村上里佳子：横浜市
- 村山栞妃：
- 目黒紗織：
- 森田香央里：
- 安田美香：
- 柳沢慎吾：小田原市
- 日向ななみ：横浜市
- 山口美江：横浜市
- 山崎まさや（元ジョーダンズ）：横浜市保土ケ谷区
- 山下萌梨：
- 山瀬まみ：平塚市
- 山ノ井悠貴：
- 山本恵美：
- 山森由里子（元おニャン子クラブ）：
- 横山晴奈：
- 吉野ももみ：
- レジェンド松下：横浜市栄区
- ローバー美々：座間市
- 若林瑠星：
- 鷲田詩音：
- 鷲巣あやの：
- 渡辺瞳：
- 渡辺めぐみ：

### 伝統芸能
- 桂歌丸（落語家）：横浜市
- 桂伸しん（落語家）：横浜市
- 9代目雷門助六（落語家）：横浜市
- 古今亭菊龍（落語家）：横浜市
- 三笑亭小夢（落語家）：横須賀市
- 3代目三遊亭右女助（落語家）：逗子市
- 三遊亭遊吉（落語家）：伊勢原市
- 春風亭昇羊（落語家）：横浜市
- 昔昔亭喜太郎（落語家）：伊勢原市
- 瀧川鯉丸（落語家）：横須賀市
- 立川左平次（落語家）：横浜市
- 立川志ゑん（落語家）：横浜市
- 立川志の八（落語家）：横浜市
- 立川らく次（落語家）：横浜市
- 立川うぃん（落語家）：横浜市
- 林家錦平（落語家）：横浜市
- 柳家三三（落語家）：小田原市
- 一龍斎春水（講談師）：藤沢市
- 神田阿久鯉（講談師）：横浜市
- 玉川奈々福（浪曲師、曲師）：横浜市

### 俳優
- 相原愛：
- アイラ・サマーヘイズ：
- 葵わかな（元乙女新党）：
- 粟生睦未：
- 青木珠菜：
- 明石鉄平：
- 赤間麻里子：横浜市
- 秋月成美：
- 秋野ひとみ：
- 浅香航大（元ジャニーズJr.）：
- 麻路さき：相模原市
- 浅野忠信：横浜市
- 阿藤快：小田原市
- 阿部寛：横浜市
- 天乃舞衣子：
- 網野泰寛：横浜市
- 荒谷公之：横浜市
- 有森也実：横浜市
- 粟田麗：
- 安藤政信：川崎市
- 飯島直子：横浜市
- 飯野めぐみ：
- 池田恭祐：
- 池田大：
- 勇直子：
- 石井亜早実：
- 石田比奈子：川崎市
- 石立鉄男：横須賀市
- 石橋けい：横浜市
- 石原良純：逗子市
- 石丸奈菜美：
- 石渡真修：綾瀬市
- 和泉宗兵：横浜市
- 三代目市川福太郎（旧芸名・秋山悠介）：
- 市川洋介：横浜市
- 市原隼人：川崎市
- 一戸奈美：
- 伊藤かずえ：横浜市
- 伊藤修子：
- 伊藤俊輔：
- 伊藤美奈子：横浜市
- 伊藤裕一：
- 稲垣鈴夏：横浜市
- 稲葉友：相模原市
- 井田安寿：
- 井上真央：横浜市
- 井上正大：横浜市
- 今泉野乃香：
- 岩瀬威司：
- 岩間沙織：横須賀市
- 内田慈：横浜市
- 内野聖陽：横浜市
- 内村遥：横浜市
- 内山理名：南足柄市
- 榮倉奈々：相模原市
- 江川宇礼雄：
- 江原美優：
- えみりぃ：茅ヶ崎市
- 遠藤雄弥：厚木市
- 遠藤嘉人：鎌倉市
- 遠藤由実：
- 大口朋子：
- 大後寿々花：
- 大島さと子：川崎市高津区
- 大杉亜依里：
- 大高力也：
- 大野真緒：
- 大平奈津美：
- 大嶺美香：
- 大矢剛康：藤沢市
- 大和田健介：
- 大和田悠太：
- 緒形直人：横浜市
- 岡田光：横浜市
- 岡田正典：
- 岡田怜志：横浜市
- 岡本夏美：
- 岡本広美：
- 岡本富士太：横浜市
- 岡森諦[13]
- 岡安旅人：
- 沖田浩之：川崎市
- 織田裕二：川崎市宮前区
- 小川よりこ：
- 小田島渚：
- 小野田龍之介：
- 小野日路美：
- 織本順吉：
- 海宝たまき：藤沢市
- 角池恵里菜：
- 笠原光希：川崎市
- 笠原竜司：
- 風間トオル：川崎市
- 風間由次郎：
- 香椎由宇：綾瀬市
- 柏木佑介：
- 加藤憲史郎：
- 加藤清史郎：
- 加瀬亮：横浜市
- 加藤茂雄：鎌倉市
- 金井紗智子：
- 金澤美穂：
- 上地雄輔（羞恥心）：横須賀市
- 上條誠：横浜市
- 神谷涼：
- 河合美智子：平塚市
- 川辺久造：
- 河村彩：川崎市
- 神戸みゆき：川崎市
- 寛涼佐：横須賀市
- 菊地凛子：秦野市
- 岸惠子：横浜市
- 岸井ゆきの：秦野市
- 喜多嶋舞：茅ヶ崎市
- 北原遥子：横浜市
- 絹川麗：
- 北村優衣：
- 木村奏絵：
- 木村早苗：
- 木村直雄樹：
- 木村有里：
- 北乃きい：横須賀市
- 雲母：
- 清原翔：
- 桐山漣：
- 日下秀昭：
- 草笛光子：横浜市
- 工藤里紗：川崎市
- 窪田正孝：
- 久保田悠来：平塚市
- 窪塚俊介：横須賀市
- 栗原みぃか：
- 黒沢年雄：横浜市
- 黒田龍矢：
- 桑代貴明：
- 小泉孝太郎：横須賀市
- 香坂みゆき：
- 合田雅吏：
- 剛力彩芽：東部
- 五大路子：横浜市
- 五東由衣：
- 高坂真琴：
- 小島絵里衣：秦野市
- 後藤果萌：秦野市
- 琴花：
- 小林翼
- 小林竜樹：
- 小松拓也：
- 小雪：座間市
- 是近敦之：
- 金剛地武志：横浜市
- 斉藤慶太：横浜市
- 斉藤祥太：横浜市
- 齋藤ヤスカ：
- 斉藤由貴：横浜市
- 齋藤隆成：
- 三枝享祐：
- 坂口りょう：
- 阪本良介：逗子市
- 佐久間麻由：
- 佐久間由衣：横須賀市
- 桜井映里：
- 佐渡寧子：
- 佐藤アツヒロ（元光GENJI）：
- 佐藤友紀：
- 佐野浅夫：横浜市
- 佐野和真：
- 佐野隼平：鎌倉市
- 澤田謙也：
- 重松文：
- 志田未来：綾瀬市
- 篠田光亮：
- 柴田愛之助：港南台
- 柴田かよこ：
- 渋谷謙人：
- 渋谷哲平：横浜市
- 澁谷武尊：
- 渋谷桃子：
- 白井珠希：
- 白石隼也：
- 嶋大輔：横浜市
- 嶋田久作：横浜市
- 清水優：
- 白川裕二郎（純烈）：横浜市
- 白坂奈々：
- 白又敦：
- 神保共子：
- 末永遥：藤沢市
- 杉本哲太：茅ヶ崎市
- 鈴木亜美：座間市
- 鈴木勝大：
- 鈴木末吉：横浜市
- 鈴木智絵：横浜市
- 鈴木藤丸：厚木市
- 涼凪：
- 須藤理彩：横浜市
- 関めぐみ：
- 関水渚：
- 瀬川亮：横浜市
- 星波（元THE HOOPERS、元ael-アエル-〈祈夜星波〉）
- 染谷俊之：
- 高岡早紀：藤沢市
- 高島礼子：横浜市
- 高瀬春奈：横浜市
- 高月彩良：
- 高橋明日香：小田原市
- 高橋克典：横浜市
- 高橋長英：横浜市
- 竹井亮介：
- 武田惠子：
- 武田梨奈：
- 竹中直人：横浜市金沢区富岡
- 田島令子：横須賀市
- 田代美里：
- 田中麻樹：
- 田中明：
- 田中伸彦：
- 田辺桃子：
- 谷原章介：横浜市
- 中鉢明子：横浜市
- 千葉一磨：
- 土田真里恵：横浜市
- 土屋シオン：
- 妻夫木聡：横浜市
- 津村鷹志：
- 寉岡瑞希：
- 鶴田真由：鎌倉市
- TEAH：川崎市
- 寺井文孝：
- 寺泉憲：
- 寺田千穂：
- 常盤貴子：横浜市港北区
- 東根作寿英：横浜市
- 鳥居かほり：
- 内藤大希：
- 永井浩介：
- 中嶋春陽：
- 長濱慎：
- 中井智彦：
- 永野亮比己：
- 中丸シオン：横浜市
- 中丸新将：横浜市
- 中村あずさ：足柄上郡松田町
- 中村だいぞう：川崎市
- 中村ゆりか：
- 中村隆太：
- 中山旦子：座間市
- 中山エミリ：川崎市
- 永山たかし：
- 名取裕子：座間市
- 成海璃子：横浜市
- 南原宏治：横浜市
- 新妻さと子：
- 新穂えりか：
- 西岡徳馬：横浜市
- 西尾悠里：茅ヶ崎市
- 仁科有理：横浜市
- 西原亜希：横浜市
- 西平風香：
- 西村麗子：藤沢市
- 蜷川有紀：
- 野村佑香：横浜市
- 萩原聖人：茅ヶ崎市
- 橋本恵子：
- 初井言榮：横浜市
- 服部ゆう：横浜市
- 早川保：
- 原節子：横浜市
- 原将明：
- 遥くらら：横浜市
- 春名風花：
- 日向野祥（HIROZ、HIROZ SEVEN+）
- 平泉陽太：川崎市
- 平沼成基：横浜市
- 平野由紀：
- 平野良：
- 樋渡結依：
- 福士誠治：
- 福田雄也：
- 藤竜也：横浜市
- 藤咲碧羽︰
- 藤堂新二：
- 藤野涼子：横浜市
- 藤村志保：川崎市
- 藤村直樹：横浜市
- 冨家規政：
- 船越英一郎：足柄下郡湯河原町
- 船津未帆：
- 古尾谷雅人：川崎市
- 細川桃仁：
- 細川直美：横浜市
- 真野響子：鎌倉市
- 眞野あずさ：鎌倉市
- 前川莉珠：
- 前田公輝：小田原市
- 前田美波里：鎌倉市
- 牧野羽咲：
- 正名僕蔵：
- 松岡佑季：
- 松岡洋子：
- 松川星：
- 松坂桃李：茅ヶ崎市
- 松嶋菜々子：座間市
- 松島勇気：川崎市
- 松村達雄：横浜市
- 松本永倫子：
- 松本菜緒：横浜市
- 真夏竜：横浜市
- 間辺朋美
- 間宮祥太朗：横浜市
- 丸りおな︰
- 満月英世：
- 三島ゆり子：横浜市
- 水石亜飛夢：
- 水木薫：
- 水谷百輔：
- 三田村賢二：
- 南沙良：
- 南周平：横浜市
- 南利明：横須賀市
- 峯崎雄太：
- 稔幸：
- 宮崎亜友美：
- 三輪明日美：横浜市
- 三輪ひとみ：横浜市
- 向井理：横浜市
- 村上東奈：
- 村田和美：伊勢原市
- 村田美輪子：
- 村山千夏：
- ムロツヨシ：
- 望月祐多：
- 百山月花：藤沢市
- 森永奈緒美：
- 森未向：
- 森廉：厚木市
- 森渉：
- 森山未唯：
- 安西慎太郎：
- 安原麗子：横浜市
- 矢田亜希子：川崎市
- 柳沢貴彦：平塚市
- 利重剛：横浜市
- 麗奈：横浜市
- 八木菜々花：
- 山口豪久：
- 山崎美貴：横浜市
- 山下徹大：
- 山下容莉枝：藤沢市
- 山田健太：
- 山根和馬：
- 山本清：
- 結那：横浜市
- 裕木奈江：横浜市
- 柚来しいな︰
- ヨコスカ潮也：横須賀市
- 横浜流星：横浜市
- 吉岡小鼓音：横浜市
- 余貴美子：横浜市
- 横溝菜帆：
- 吉田栄作：秦野市
- 吉野きみか：小田原市
- 米倉涼子：横浜市
- 米光隆翔：
- 莉子：
- 六角精児：相模原市
- 和内璃乃：
- 脇知弘：平塚市
- 和久井映見：横浜市
- 鷲尾真知子：
- 渡辺彼野人：
- 渡辺穣：
- 渡辺大輔：愛川町

### 宝塚歌劇団
- 真飛聖：元花組トップスター
- 彩輝なお：元月組トップスター
- 月城かなと：元月組トップスター
- 望海風斗：元雪組トップスター
- 凰稀かなめ：元宙組トップスター
- 麻央侑希：元星組男役
- りつこ：元専科男役
- 真野すがた：元花組男役
- 沙月愛奈：元雪組娘役
- 音波みのり：元星組娘役
- 音咲いつき：元星組娘役
- 陵あきの：元宙組娘役
- 松本悠里：元専科女役
- 星空美咲：花組トップ娘役
- 舞空瞳：星組トップ娘役
- 聖乃あすか：花組男役
- 希波らいと：花組男役
- 朝美絢：雪組男役
- 蒼波黎也：雪組男役
- 極美慎：星組男役
- 桜木みなと：宙組男役
- 一乃凜：月組娘役

### モデル
- 青木亜希：
- Akira：
- 麻倉みな：
- あじゃ：
- 天川紗織：
- 石川紗都美：
- 磯部奈央：
- 一井沙織：
- 一ノ瀬陽鞠：
- 稲森美優：
- 井上乃帆：
- 岩堀せり：横浜市
- 海老野心
- 英玲奈：川崎市
- 大桑マイミ：
- 大崎由希：
- 大橋あかり：
- 小畑由香里：綾瀬市
- 尾花貴絵：
- 香川美紀：
- 金子絵里：
- 清乃：
- 日下部ほたる：
- 久保田友紀：
- 小泉里子：横浜市
- 上坂樹里：
- 五明祐子：横須賀市
- 小森純：川崎市川崎区
- 桜井千寿：
- 佐藤葵：
- 三野宮鈴
- 篠崎こころ：横須賀市
- 白戸彩花：
- 鈴木美羽：
- 鈴木ユリア︰
- SONOMI：
- 高岡由美子：藤沢市
- 高橋由真：
- 田島櫻子：
- 田辺あゆみ：
- 月島琉衣：
- チェルシーリナ：横須賀市
- 寺本愛美：
- 徳澤直子：川崎市
- 冨田リカ：
- 冨永愛：相模原市
- 中野あいみ：
- 野沢和香：
- 長谷川理恵：
- 比留川游：横浜市
- 船岡咲：
- マギー：横浜市（兵庫県生まれ）
- 松岡里枝：茅ヶ崎市
- 松田聖菜：
- 松本彩友美：横浜市
- 麻奈未：
- 間宮梨花：
- MALIA：横浜市
- 南乃彩希：
- 宮城舞：横浜市
- 武藤静香：
- 桃果：
- 森貴美子：
- 森知子：藤沢市
- 森﨑美月：さいたま市
- 森下まい：
- 八鍬里美：川崎市
- 山口エリ：横浜市
- 山口小夜子：横浜市
- 雪代敬子：
- 吉倉あおい：

### アダルトタレント
- 青柳勝：横浜市
- 秋山祥子：
- 朝倉ことみ：
- 阿立未来：
- 彩名杏子：
- 彩乃なな：
- 石原絵理子：
- 一ノ瀬アメリ：
- 糸矢めい：
- 今村美穂：
- 桜花えり：
- 大沢美加
- 小倉奈々：
- 小倉由菜：横浜市
- 小泉彩：
- 小島みなみ：
- 風見里穂：
- 金沢文子：
- 加山由衣：
- 北島優：
- 木下柚花：
- 小室友里：
- 榊梨々亜：
- 桜井ちんたろう：
- 里美ゆりあ：
- 白浜のぞみ:
- 志保：
- 周防ゆきこ：
- 鈴木心春：
- 鈴村あいり：
- 瀬那ルミナ:
- 瀬乃ゆいか：
- 善場まみ：
- 高岡まゆみ：
- 高瀬七海：
- 竹内あい：
- 竹下なな：
- 田野憂：
- 月野帯人：
- 堤さやか：
- 椿かなり：
- 長澤えりな：
- 中村さら：
- 仲村ろみひ：
- 菜月ひかる：
- 二階堂ソフィア：
- 二宮亜季：
- 初美りおん：
- 早坂ひとみ：
- 原波瑠：
- HIKARI：
- 妃乃ひかり：
- 姫野りむ：
- 平本一穂：横浜市
- 藤井レイナ：
- 藤嶋唯：
- 二葉エマ：
- 古川ほのか︰
- 堀内ナナ：
- ミートボール吉野：横浜市
- 三浦亜沙妃：
- 美谷朱音：
- 湊莉久：
- 村上里沙：横浜市
- 森林原人：横浜市
- 吉崎直緒：
- 憂木瞳：
- 吉川莉奈：
- 吉田花：

### 歌手
- AISHA：横浜市
- BENI（安良城紅）：横浜市
- あらまり（Sound Horizon）：
- 有坂美香：鎌倉市
- 安斉かれん：藤沢市
- 石川セリ：相模原市
- 石黒ケイ：茅ヶ崎市
- 今井あさ美：横浜市
- 岩崎由紀子：平塚市
- 大和田りつこ：
- 尾崎紀世彦：茅ヶ崎市
- 織田かおり（Sound Horizon）：
- 片山誠史：
- 茅弘二：
- 嘉陽愛子：
- 串田アキラ：横浜市
- Crystal Kay：横浜市
- 小泉今日子：厚木市
- 小金沢昇司：大和市
- 小坂りゆ（BeForU）：横浜市
- 近藤真彦：大和市
- 坂井泉水（ZARD）：平塚市→秦野市
- 坂本九：川崎市川崎区
- Salyu：横浜市港北区
- 鈴木亜美：座間市
- 瀬能あづさ：厚木市
- 園まり：横浜市
- 竹内めぐみ：
- 田原俊彦：横須賀市（出生地、山梨県甲府市育ち）
- 千葉山貴公：横浜市
- 遠峰あこ：横浜市
- 中川あゆみ：横須賀市
- なっこ：
- 原めぐみ：横浜市
- hitomi：川崎市
- 日野美歌：鎌倉市
- 福山芳樹（JAM Project）：鎌倉市
- 藤原喜久男：横須賀市
- 堀江美都子：
- 松下里美：横浜市
- 美空ひばり：横浜市磯子区
- 三谷たくみ（NHKおかあさんといっしょの歌のお姉さん）：鎌倉市
- 三井比佐子：
- 南翔子：
- 宮下舞花：
- モナオ：横浜市
- 安田祥子：川崎市
- 山岡美香：横浜市
- 山口百恵：横須賀市（生まれは東京都）
- 弥生：座間市
- 渡辺はま子：横浜市

#### シンガーソングライター
- 青木慶則：川崎市
- Akeboshi：横浜市
- 有坂美裕：三浦市
- 安藤裕子：
- 杏里：大和市
- 伊吹唯：
- iri：逗子市
- 岩沢二弓（ブレッド&バター）：茅ヶ崎市
- 瑛人：横浜市
- 扇愛奈：藤沢市
- オオヤユウスケ：横浜市
- 岡本洋平（Hermann H.&The Pacemakers）：茅ヶ崎市
- 小沢健二：相模原市
- 小田和正（元オフコース）：横浜市金沢区
- 小田朋美：
- KAI：鎌倉市
- カネコアヤノ：横浜市
- 加山雄三：横浜市
- 川島だりあ：相模原市
- 菊池常利：横浜市
- 桐嶋ノドカ：横浜市
- 坂詰美紗子：横須賀市
- SHANTI：逗子市
- 白井貴子：藤沢市
- 白鳥英美子（トワ・エ・モワ）：
- 杉山清貴：横浜市
- 鈴木康博（元オフコース）：横浜市磯子区
- 関取花：横浜市
- 高岡亜衣：
- 竹澤汀：横浜市
- 露崎春女：川崎市
- TiA：横浜市旭区
- 寺尾聰：横浜市
- NAOMI YOSHIMURA：横浜市
- NakamuraEmi：厚木市
- 秦基博：横浜市
- miwa：三浦郡葉山町
- 百山月花：藤沢市
- 柳ジョージ：横浜市
- 弥生：座間市
- 有里知花：
- 米倉千尋：横浜市
- Rickie-G：葉山町
- 渡辺真知子：横須賀市

### ミュージシャン
- 青山英樹（EVER+LAST、神バンド）
- アキコ・グレース
- ASTRO
- 厚見玲衣（VOW WOW）：川崎市
- 阿部薫：川崎市
- 安藤誠之（DREAMPOLICE）：藤沢市
- 五十嵐充（Every Little Thing）：横浜市
- 五十嵐公太（JUDY AND MARY）：川崎市
- 五十嵐美貴（SHOW-YA）：厚木市
- 石川晶：横須賀市
- 石川俊介（ゼノン石川）（聖飢魔II、RX）：横浜市
- 伊藤一朗（Every Little Thing）：横須賀市
- 井上銘：川崎市
- 上杉昇（猫騙、元WANDS）：横須賀市
- 植田芳暁（ザ・ワイルドワンズ）：川崎市
- 宇乃かつを：鎌倉市
- H-MAN：横浜市
- 大坂孝之介：横浜市
- 大友良英：横浜市
- 大渡亮（元Do As Infinity、現ミサイルイノベーション）：横浜市
- 岡村みどり：
- 小川美潮：川崎市
- OKI：鎌倉市
- 勝せいじ（子供ばんど）：
- 勝田一樹 (DIMENSION)：
- 加羽沢美濃：横須賀市
- 川勝陽一：
- KAMIJO（LAREINE）：
- 菊地圭介：川崎市
- クボタマサヒコ（BEAT CRUSADERS）：
- THE CRAZY SKB（猛毒、QP-CRAZY、ハイテクノロジー・スーサイド）：茅ヶ崎市
- 黒沢ダイスケ：横浜市
- グローバー義和（Jackson vibe）：横浜市
- KSK（Agitato）（川崎市）
- ＃KTちゃん：横浜市
- KOHEI JAPAN（MELLOW YELLOW）：横浜市
- 古賀森男（元レベッカ、フェビアン）：
- GOKIGEN SOUND：横浜市
- 小林香織：
- 坂本遥（エドガー・サリヴァン、THEラブ人間）（横浜市）
- 桜井秀俊（真心ブラザーズ）：
- SHINGO（Agitato）（川崎市）
- ジェントル久保田（GENTLE FOREST JAZZ BAND、在日ファンク）：逗子市
- ジミー原田（ジミー・エバンス&ヒズ・オーケストラ）：
- 淳士（元SIAM SHADE）：秦野市
- ジョニー大倉：川崎市
- ジョー山中（フラワー・トラベリン・バンド）：横浜市
- スマイリー小原：横浜市
- そうる透：横浜市
- 高木完：逗子市
- 高木祥太（BREIMEN、エドガー・サリヴァン）（横浜市）
- 瀧田イサム：横須賀市
- 武川雅寛（ムーンライダーズ）：逗子市
- 田中馨（ショピン、元SAKEROCK）：横浜市
- 田中豊雪：横浜市
- TUSK（板谷祐）（元ZI:KILL、元CRAZE）：相模原市
- ダモ鈴木（元Can）：
- TARO SOUL：藤沢市
- チバユウスケ（The Birthday、元thee michelle gun elephant）：藤沢市→鎌倉市
- DJ JIN（RHYMESTER）：横浜市
- 寺井尚子：藤沢市
- 童子-T：相模原市
- 徳永暁人：横浜市
- トミー・ウェルス：横浜市
- 中條卓（THEATRE BROOK）：南足柄市
- 中重雄（ザ・サーフコースターズ）：横須賀市
- 中村裕介：横浜市
- 西山毅（HOUND DOG）：横浜市
- NORIKIYO：相模原市
- 長谷川浩二：横浜市
- 浜野謙太（在日ファンク、元SAKEROCK）：横浜市戸塚区
- hide（X JAPAN）：横須賀市
- 広末慧（ギターリスト、作曲家）
- bay4k（SCARS）
- 辺見さとし（元MOON、DEEP'S、GiRL）
- 堀江博久：横浜市
- 増田俊郎：横浜市
- 松岡英明：横浜市
- Mummy-D（RHYMESTER）：横浜市
- 三浦淳悟（ペトロールズ）：鎌倉市
- ミッキー吉野（ゴダイゴ）：横浜市
- 三宅純：鎌倉市
- 三宅剛正：
- 三宅弘城（グループ魂）：
- MOOMIN：茅ヶ崎市
- 村井研次郎（cali≠gari、元SEX MACHINEGUNS）：横浜市
- 室姫深：横浜市
- やけのはら：横浜市
- 矢沢透（元アリス）：横須賀市
- 山口憲一（MAGIC）：
- ヤマジカズヒデ（dip）
- YOKAN（管楽器奏者）：藤沢市
- ryo（supercell）：横浜市
- RUEED：横須賀市
- RUDEBWOY FACE：横浜市
- 渡邊達徳（ヴァイオリニスト）：横須賀市
- 渡辺直樹（AB'S）：

### バンド・音楽ユニット
- ICE BAHN
- avengers in sci-fi
- 藍坊主：小田原市
- Aquarifa
- ASPARAGUS：横浜市
- AZRAEL
- ASIAN KUNG-FU GENERATION
- ［ALEXANDROS］：（磯部寛之を除く）
- ammoflight：小田原市
- いきものがかり
  - 水野良樹：海老名市
  - 山下穂尊：海老名市
  - 吉岡聖恵：厚木市
- いんぐりもんぐり：横浜市
- INFINITY16：横浜市
- EXILE
  - AKIRA：大和市
  - ÜSA：横浜市
  - 世界：葉山町
  - 橘ケンチ：横浜市生まれ、横須賀市育ち
  - TETSUYA：横須賀市
  - HIRO：横浜市
  - MAKIDAI：横浜市栄区
  - 松本利夫：川崎市
- envy：
- OZROSAURUS：横浜市
- ガゼット：（葵、戒を除く）
- Charisma.com：横浜市、川崎市
- GUNDOG：横浜市
- キマグレン：逗子市
- CAPTAIN HEDGE HOG：横浜市
- キンモクセイ：相模原市
- GOUPIL AND C：横浜市
- クレイジーケンバンド
  - 横山剣：横浜市中区
  - 小野瀬雅生：横浜市
- KENSO：
- コアラモード.：横浜市
- COIL：
- ザ・ゴールデン・カップス：横浜市
- 米米CLUB
  - ジェームス小野田：川崎市
  - BON：川崎市
- サイプレス上野とロベルト吉野：横浜市
- サザンオールスターズ
  - 桑田佳祐：茅ヶ崎市[14]
  - 原由子：横浜市
- Suchmos：横浜市、茅ヶ崎市
- Jiaen：横須賀市
- 紫苑：横浜市
- SHISHAMO：川崎市
- SiM：藤沢市
- しゃるろっと：横浜市
- STERUSS：横浜市
- sumika：川崎市、横浜市
- Sugar：横浜市（笠松美樹を除く）
- 湘南乃風（若旦那を除く）
  - SHOCK EYE：鎌倉市
  - HAN-KUN：鎌倉市
  - RED RICE：藤沢市
- 杉山清貴&オメガトライブ
- STOMPIN'BIRD：横浜市
- SPECIAL OTHERS：横浜市
- センチメンタル・バス：横浜市、平塚市
- DIE IN CRIES：横浜市（KYO、YUKIHIROを除く）
- チャラン・ポ・ランタン：
- TUBE：座間市
- CHOKE SLEEPER：横浜市
- Qomolangma Tomato：横浜市
- Deshabillz
- THC!!：
- TENSAW：
- toe：横浜市、川崎市
- トルネード竜巻（名嘉真祈子、二木大介を除く）
- noodles：横浜市
- NormCore
  - Tatsu：横須賀市
- HOWL BE QUIET：藤沢市、横浜市、川崎市
- BAD HOP：川崎市
- ピンクリボン軍：
- ヒューマンロスト：横浜市
- FIRE BALL：横浜市
- プリンセス・プリンセス
  - 富田京子：藤沢市
  - 中山加奈子：横浜市
- ブレッド&バター：茅ヶ崎市
- BAISER：横浜市、相模原市（紫を除く）
- Home Grown
- THE MAD CAPSULE MARKETS：横浜市（MOTOKATSUを除く）
  - 上田剛士（AA=）：横浜市
  - KYONO（WAGDUG FUTURISTIC UNITY、T.C.L）：横浜市
- 麻波25：横須賀市
- マキシマムザホルモン
  - マキシマムザ亮君：川崎市麻生区
  - ナヲ：川崎市麻生区
- メトロノーム
- 山嵐：横浜、藤沢市
- ゆず：横浜市磯子区
- 横浜銀蝿：（TAKUを除く）
- LUCKYTAPES：鎌倉市、横須賀市
- RADWIMPS
- Raphael：横浜市（華月を除く）
- RYTHEM：川崎市
- RIP SLYME
  - SU：藤沢市
  - DJ FUMIYA：藤沢市
- LINK：横浜市
- LUNA SEA：秦野市（RYUICHIのみ大和市）
- レ・フレール：横須賀市
- 夕闇に誘いし漆黒の天使達（YouTuber）：厚木市、座間市（千葉除く）

### 声優
- 愛河里花子[15]
- 相沢恵子[16]
- AKIKO
- 麻上洋子：藤沢市（生まれは北海道）
- 麻見順子
- 浅倉杏美
- 朝戸鉄也
- 麻生智久
- 阿部玲子
- 安藤瞳
- 飯島肇
- 飯塚雅弓：横浜市（生まれは東京都）
- 池崎リョウ：（生まれは宮崎県）
- 池澤春菜：川崎市（生まれはギリシャ・アテネ）
- 池水通洋
- 壱智村小真
- 石橋桃
- 石原凡
- 石村知子：座間市
- 伊瀬茉莉也[17]
- 伊藤麻衣
- 伊藤麻喜
- 伊藤ゆき
- 稲川英里
- 井上和彦[18]
- 井上喜久子：横須賀市
- 井上倫宏
- 井上ほの花
- 上坂すみれ
- 内野明音
- 浦野光
- 江原正士
- 江里夏
- 桜咲千依
- 大関英里
- 太田真一郎
- 大滝進矢
- 鳳芳野：横浜市
- 大原さやか：横浜市[19]
- 大原崇：横浜市
- 大和田仁美[20]
- 斧アツシ[21]
- 小見川千明
- 甲斐田裕子：川崎市[22]
- 影山灯
- カシワクラツトム：相模原市
- 梶原彰
- 片岡身江
- 金田朋子
- 神谷明：横浜市[23] 南区
- 嘉山未紗
- 川久保潔
- 木川絵理子
- 菊池いづみ
- 菊池志穂
- 北川里奈
- 清川元夢
- 草柳順子
- 小池亜希子
- 小島めぐみ：横浜市
- 小杉十郎太：横浜市
- こたにともこ
- 後藤沙緒里：横浜市
- 小西寛子
- 小林愛香（Aqours）
- 小林晃子
- 小原好美
- 子安武人：横浜市[24] 南区
- 近藤浩徳：横浜市
- 近藤唯
- 佐伯伊織
- ささきのぞみ
- 佐々木優子
- 佐藤アサト：鎌倉市
- 佐藤賢治（ナレーター）：茅ヶ崎市
- 佐藤みゆ希
- 佐藤佑暉
- 佐藤雄大
- 佐藤ゆうこ
- 沢田和猫
- 澤田美晴
- 紫月杏朱彩
- 篠宮沙絵子：横浜市
- 渋谷茂
- 嶋方淳子[25]
- 島津冴子：伊勢原市
- 嶋村カオル
- 下山吉光
- 庄子裕衣
- 白鳥由里
- 進藤こころ
- 末柄里恵
- 菅原正志
- 杉本沙織
- 鈴木絵理
- 鈴木菜穂子
- 鈴代紗弓
- 高城元気
- 高田裕司
- 高橋花林
- たかはし智秋
- 髙橋ミナミ
- 田口宏子
- 田澤茉純
- 立花芽恵夢
- 田中美海：（生まれは東京都）
- 千葉進歩
- 茶谷やすら
- つかせのりこ
- 塚田正昭：川崎市
- 月音こな
- 津田美波
- 土屋李央
- 紡木吏佐（育ちは沖縄県）
- 鶴岡聡
- 鶴ひろみ：横浜市
- 百々麻子
- 鳥海浩輔：茅ヶ崎市
- 永井真里子[26]
- 仲野裕
- 中原茂：鎌倉市[27]
- 中村繪里子：横浜市
- 生天目仁美：横浜市（生まれは新潟県佐渡市）
- 西原久美子[28]
- 沼倉愛美：横浜市
- 沼田祐介
- 野村道子：横浜市
- 波田野由衣
- 幡宮かのこ
- 服巻浩司
- 花江夏樹
- 花守ゆみり
- 林玉緒
- 林真里花
- 稗田寧々
- 日笠陽子[29]
- 日野由利加
- 福井裕佳梨
- 藤井佳代子
- 藤井ゆきよ：（生まれは島根県）
- 古川由利奈
- 古田信幸
- 古谷徹：横浜市磯子区[30]
- 堀田勝
- 前川涼子
- 真地勇志：川崎市
- 松本梨香：横浜市[31] 磯子区
- 御崎朱美
- 水島大宙：藤沢市
- 水野理紗
- 水間まき
- 三橋加奈子
- 三宅淳一：横浜市（生まれは東京都）
- 宮咲あかり
- 宮田幸季：横浜市
- 村上まなつ
- 室園丈裕
- 本井えみ
- 森川智之：川崎市（生まれは東京都）
- 森下千咲
- 諸星すみれ
- 薮島朱音（Liella!）
- 山崎岳彦
- 山崎はるか
- 山崎和佳奈：横浜市（育ちは京都府[32]）
- 山田栄子：横浜市
- 山田みほ：横浜市
- 山根綺
- 結那（Liella!）
- 優木かな
- 吉川由弥
- 吉田真弓
- 代永翼（育ちは茨城県牛久市）
- Lynn[33]（声優）

### YouTuber
- 大貫詩織（助産師、性教育講師）：横浜市
- ゆゆうた：川崎市
- やねすけ（バンカラジオ）：横浜市

### インフルエンサー
- 安井南
- Laz : 横浜市

## マスコミ

### アナウンサー・キャスター
神奈川県は東京都に次いで人口が多く、アナウンサー・キャスターを多数輩出していることから、ここに掲載されているのはその一部である。

#### NHK
（現在所属の放送局などは各人物の項目を参照すること）
- 荒木さくら：
- 石井裕：横浜市
- 石澤典夫：現在は嘱託職：横浜市
- 井上二郎：横浜市
- 上原光紀：横浜市、生まれは宮崎県
- 小澤康喬：南足柄市
- 小田切千：厚木市
- 片山千恵子：川崎市
- 勝呂恭佑：横浜市
- 金城均：大和市
- 黒崎めぐみ：横浜市、生まれは台湾・台北
- 桑子真帆：川崎市
- 後藤理：海老名市、生まれは香川県
- 佐々木智一：横浜市
- 佐藤俊吉：横浜市
- 佐藤茉那：藤沢市
- 杉澤僚：横浜市
- 鈴木奈穂子：横浜市
- 瀬田宙大：横浜市
- 田中秀樹：横浜市
- 近田雄一：秦野市
- 筒井亮太郎：川崎市
- 徳田章：現在は嘱託職：鎌倉市
- 富永禎彦：横浜市
- 豊原謙二郎：藤沢市
- 長野亮：鎌倉市
- 野地俊二：
- 野村優夫：茅ヶ崎市
- 林田理沙：生まれは長崎県
- 平野哲史：横浜市
- 廣田直敬：横浜市
- 福井裕一郎：
- 星野豊：藤沢市
- 三橋大樹：鎌倉市、生まれはポルトガル
- 宮崎大地：横浜市
- 宮田貴行：平塚市
- 武藤友樹：横浜市
- 森下絵理香：横浜市
- 横尾泰輔：横浜市
- 芳野潔：川崎市
- 吉松欣史：横須賀市
- 和久田麻由子：川崎市
- 渡邊あゆみ：鎌倉市

#### テレビ神奈川
- トーマスサリー - 元静岡第一テレビ：横浜市
- 長澤彩子 - 元福島テレビ：相模原市
- 森田浩康 - 元RKB毎日放送：逗子市

#### FM Yokohama 84.7
- 山ノ井友司 - 現在はアナウンサー以外の部門に在籍、元山梨放送：横須賀市

#### 日本テレビ
- 笹崎里菜：横浜市
- 鈴江奈々：藤沢市
- 田中毅：横浜市
- 田辺研一郎：横浜市
- 辻岡義堂：藤沢市
- 藤井貴彦：綾瀬市
- 藤田大介：横浜市

アナウンサー以外の部門に異動
- 後藤俊哉 - 報道局外報部記者：横浜市
- 多昌博志 - 事業局次長兼事業推進部長：

#### TBSテレビ
東京放送のアナウンサー・キャスターは、分社化策により、出向という形で子会社のTBSテレビに所属する。
- 赤荻歩：横浜市
- 安東弘樹：横浜市
- 宇内梨沙：横須賀市
- 岡村仁美 - 報道局社会部記者兼務：横浜市
- 笹川友里：川崎市
- 篠原梨菜：川崎市
- 柴田秀一：川崎市
- 豊田綾乃：横浜市
- 向井政生：川崎市
- 良原安美：横浜市
- 齋藤慎太郎 : 横須賀市
- 佐々木舞音 : 横浜市

アナウンサー以外の部門に異動
- 佐古忠彦 - 報道局編集部：川崎市

#### フジテレビ
- 川野良子 - 元ニッポン放送：平塚市
- 木下康太郎
- 佐藤里佳：
- 野島卓：川崎市
- 松村未央：横浜市

アナウンサー以外の部門に異動
- 冨田憲子 - 現在は報道局、元ニッポン放送：横須賀市

#### テレビ朝日
- 田原浩史：相模原市
- 田原萌々：横浜市
- 野村真季：横浜市
- 林美桜：鎌倉市
- 久冨慶子：藤沢市
- 弘中綾香：
- 三上大樹：
- 矢島悠子：川崎市

アナウンサー以外の部門に異動
- 川瀬眞由美 - 現在は番組審査室：横浜市
- 中丸徹 - 現在は外報部記者：横浜市

#### テレビ東京
- 板垣龍佑 - 元仙台放送：
- 前田海嘉 ：生まれは東京都

#### その他の関東民放
- 飯田浩司 - ニッポン放送：横須賀市
- 小倉星羅 - 千葉テレビ放送、元広島テレビ放送→フリー（元フリップアップ所属）：川崎市
- 野村邦丸 - 文化放送、元茨城放送：川崎市
- 槇嶋範彦 - 文化放送、元西日本放送→元新潟テレビ21：伊勢原市

#### 東日本の民放局
北海道
- 油野純帆 - 札幌テレビ放送：川崎市
- 内山佳子 - 札幌テレビ放送：横浜市
- 岡崎和久 - 札幌テレビ放送：
- 岡田和樹 - 札幌テレビ放送：
- 金城茉里奈 - 北海道放送：横浜市
- 八木隆太郎 - 北海道文化放送：川崎市
- 吉川典雄 - 札幌テレビ放送：横浜市
- 村雨美紀 - 札幌テレビ放送：茅ヶ崎市

東北
- 今井日奈子 - IBC岩手放送：川崎市
- 江口アミ - テレビ岩手、元NHK松江放送局契約キャスター：
- 加川潤 - 東日本放送：横浜市
- 加藤久智 - IBC岩手放送：小田原市
- 林佳緒里 - 仙台放送、現在は広報室に異動：茅ヶ崎市
- 平井雅幸 - テレビ岩手、現在は報道制作局次長：横浜市

中部
- 植木圭一 - 東海テレビ放送、現在は他部署に異動：横浜市
- 北村花絵 - テレビ静岡：横浜市
- 坂本優太 - 福井放送：川崎市
- 鈴木秀喜 - 新潟総合テレビ、元ラジオ福島：横須賀市
- 高木大介 - テレビ愛知：横浜市青葉区
- 武井正晴 - 東海テレビ放送、現在はディレクター：座間市
- 堂野浩久 - 名古屋テレビ放送
- 古川興二 - 静岡朝日テレビ、元岩手めんこいテレビ：茅ヶ崎市
- 牧野慎二 - 北陸朝日放送：横浜市

#### 西日本の民放局
近畿
- 石巻ゆうすけ - 関西テレビ放送：
- 加藤明子 - 朝日放送：横浜市
- 川島壮雄 - 関西テレビ放送：
- 小浜英博 - サンテレビジョン、元青森テレビ：川崎市
- 柴田博 - 朝日放送：横浜市
- 藤崎健一郎 - 朝日放送：藤沢市
- 松原宏樹 - 朝日放送、現在は別部署：中郡
- 山下剛 - 朝日放送：横浜市

中国・四国
- 長谷川努 - 中国放送：
- 廣瀬隼也 - 広島ホームテレビ、元福井放送：横須賀市
- 藤村直己 - 広島テレビ放送：横浜市
- 本庄里恵子 - 瀬戸内海放送：横浜市

九州・沖縄
- 岡本善久 - 鹿児島読売テレビ：横浜市旭区
- 草柳悟堂 - 琉球朝日放送、元九州朝日放送：平塚市
- 壽老麻衣 - RKB毎日放送：横浜市
- 服部義夫 - RKB毎日放送：横浜市
- 本庄麻里子 - RKB毎日放送：横浜市
- 本橋馨 - 熊本県民テレビ：
- 山本圭介 - TVQ九州放送、元テレビ長崎：横浜市
- 吉井誠 - テレビ長崎：川崎市

#### フリー
男性
- 朝岡聡 - 元テレビ朝日：
- 石橋幸治 - 元テレビ朝日：横浜市
- 扇一平 - トミッシュジャパン代表、元文化放送：藤沢市、生まれは兵庫県西宮市
- 梶原しげる - 元文化放送：茅ヶ崎市
- 金子勝彦 - 元毎日放送→テレビ東京：横浜市
- 小林完吾 - 元南日本放送→日本テレビ：鎌倉市
- 近藤雄介 - 元フジテレビ、定年退職後もCS放送のスポーツ番組に出演：横須賀市
- 堺正幸 - 元フジテレビ：川崎市
- 佐藤充宏 - 元NHK：横浜市
- 城野昭 - 元テレビ西日本→毎日放送：
- 高嶋秀武 - 元ニッポン放送：横須賀市
- 服部陽介 - 元新潟放送：鎌倉市

女性
- 新井麻希 - 元TBS：
- 家森幸子 - 元テレビ東京：横浜市
- 伊藤里絵 - 元テレビ新広島：
- 内田恭子 - 元フジテレビ：横浜市
- 大島由香里 - 元フジテレビ：平塚市
- 大橋マキ - 元フジテレビ：平塚市
- 岡田友香 - 仙台放送：横浜市
- 落合こず恵 - 元青森放送：平塚市
- 尾辻舞 - 圭三プロダクション所属、元高知さんさんテレビ→元テレビ神奈川：横浜市
- 加藤綾子 - 元フジテレビ
- 神田愛花 - セント・フォース所属、元NHK：横浜市
- 木村英里 - ボイスワークス所属、元テレビ静岡→元WOWOW契約：横浜市
- 小菅晴香 - 元北海道文化放送：藤沢市
- 小林あずさ - 元青森放送アナウンサー、女優、タレント、レポーター：鎌倉市
- 小林茉里奈 - セント・フォース所属、元福岡放送、元AKB48：川崎市
- 小山真理 - 元テレビ愛知：
- 榊菜美 - セント・フォース所属、気象予報士、元北海道文化放送
- 貞平麻衣子 - 元IBC岩手放送：横浜市
- 佐藤琴菜 - 元アイドル（THE HOOPERS：麻琴）
- 佐藤友香 - 元圭三プロダクション所属：平塚市
- 佐藤友香 - セント・フォース所属：横浜市
- 鈴木沙和子 - オールウェーブ・アソシエツ所属、元福井放送：横浜市
- 住吉美紀 - 元NHK：川崎市
- 前場美保子 - 元ラジオ福島：
- 高樹千佳子 - セント・フォース所属：横浜市
- 高見侑里 - セント・フォース所属
- 田村陽子 - 元秋田朝日放送：横浜市
- 戸田恵美子 - 元TBS：
- 中岡由佳 - 元チューリップテレビ：
- 西村知江子 - 元ニッポン放送：横浜市
- 沼田靖子 - 元山陽放送：横浜市
- 浜田しのぶ - 元九州朝日放送：
- 春山恵理 - 元テレビ長崎：横浜市
- 平松千花 - テレビ山梨：鎌倉市
- 藤城真木子 - 元テレビ西日本：鎌倉市
- 枡田絵理奈 - 元TBS：横浜市
- 松岡みゆき - 元富山テレビ放送：川崎市
- 三田佐代子 - 元テレビ静岡：小田原市
- 山本舞衣子 - 元日本テレビ：横浜市
- 雪野智世 - 元テレビ朝日：
- 吉川美代子 - 元TBS：横浜市
- 吉田悠希 - セント・フォース所属：横浜市
- 若林理紗 - セント・フォース所属、元山陰中央テレビ：鎌倉市
- 渡辺真理 - 元TBS：横浜市、在住は鎌倉市

#### 退職者・転職者
- 岩田雅人 - パナソニック システムネットワークス女子陸上競技部ゼネラルマネジャー、元福島テレビ：横浜市
- 緒方喜子 - 小学校教諭、元中京テレビ放送：川崎市
- 小田川肇 - 国会議員秘書、元NHK：藤沢市
- 川添麻美 - 元RKB毎日放送：横須賀市
- 古閑陽子 - 元日本テレビ：横浜市
- 斉藤安弘 - 元ニッポン放送、現在は嘱託社員：横浜市
- 境鶴丸 - 元フジテレビ：鎌倉市
- 新谷保志 - 元日本テレビ：南足柄市
- 陣内誠 - スタジオアルタ代表取締役専務、元フジテレビ：横浜市
- 関博紀 - アメリカでジャーナリスト・キャスター、元北海道放送：横浜市
- 高橋雄一 - 元福島テレビ：大和市
- 千原礼子 - 元NHK甲府放送局契約キャスター→元福島放送：
- 戸谷真人 - 元文化放送：鎌倉市
- 中野涼子 - 元四国放送→元千葉テレビ放送→元北海道文化放送：
- 中村仁美 - 元フジテレビ：横浜市、生まれは大阪府
- 前田有紀 - 元テレビ朝日：
- 村瀬ひとみ - 元山口放送→フリー（元ボイスワークス所属）：川崎市
- 保田有希 - 元テレビユー福島：
- 米倉紀之子 - 女優（劇団昴所属）、声優、元岡山放送：横浜市保土ヶ谷区

#### 物故者
- 相川浩 - 元NHK→元フリー→元大学教授：横須賀市
- 石井智 - 元TBS：茅ヶ崎市
- 河村亮：日本テレビ（在職中に死去）：茅ヶ崎市
- 玉置宏 - 元文化放送→フリー（主に司会者）：川崎市
- 塚越孝 - 元ニッポン放送→フジテレビ：川崎市
- 広瀬伸一 - 元ラジオたんぱ→フリー：横浜市
- 山本琢也 - 元TVQ九州放送→元TOKYO FM→テレビ熊本：横浜市
- 吉田智子 - 元毎日放送→フリー：平塚市

### 気象予報士
- 木原実：厚木市
- 真壁京子：平塚市
- 水越祐一：横須賀市
- 山田玲奈：
- 石原良純：逗子市
- 天達武史：横須賀市
- 佐藤大介：横須賀市

## その他

### 実業家
- 相澤秀禎（サンミュージックプロダクション創業者）：横須賀市
- 秋沢志篤（元エーエム・ピーエム・ジャパン代表取締役社長・会長）：鎌倉市
- 秋元征紘（日本ペプシ・コーラ副社長、ナイキジャパン代表取締役社長、ＬＶＭＨグループのゲラン代表取締役社長）：横浜市
- 新井純（元昭和シェル石油社長、元昭和四日市石油社長）：
- 荒木秀夫（SGホールディングス代表取締役社長）：
- 飯島彰己（三井物産代表取締役会長）：横須賀市
- 飯田雅明（三井製糖代表取締役社長）：
- 五十嵐勇二（マルハニチロ相談役）：
- 池田憲人（ゆうちょ銀行取締役兼代表執行役社長）：
- 石田浩二（三井住友ファイナンス&リース代表取締役社長）：
- 石渡恒夫（元京浜急行電鉄社長、日本民営鉄道協会副会長）：横須賀市
- 伊藤邦男（元テレビ朝日社長・会長・相談役）：横須賀市
- 伊藤英男（相鉄ローゼン社長）：
- 伊藤守（毎日コムネット創業者・社長）：横浜市
- 井戸実（エムグラントフードサービス代表取締役）
- 稲森俊介（元味の素社長、元カルピス社長、元日本食品添加物協会長）：横浜市
- 井上高志（LIFULL創業者・社長）：横浜市
- 井原芳隆（元三井製糖取締役社長）：鎌倉市
- 今井敬（日本製鉄相談役名誉会長）：鎌倉市
- 今村将也（東洋水産社長）：
- 岩崎俊男（元三菱UFJキャピタル専務取締役）：鎌倉市
- 岩波雄二郎（岩波書店相談役）：
- 上杉純雄（元みちのく銀行取締役）：
- 内田進（MS&ADインターリスク総研代表取締役社長）：藤沢市
- 内海暎郎（元三菱UFJ信託銀行会長）
- 海老根智仁（モブキャストホールディングス取締役）
- 江幡哲也（オールアバウト創業者・社長兼CEO、ディー・エル・マーケット社長）：横浜市
- 江部努（NTT東日本代表取締役社長）：横浜市
- 遠藤信博（NEC代表取締役社長、日本経団連審議員会副議長）：大磯町
- 大河原毅（元日本ケンタッキーフライドチキン代表取締役社長、現ジェーシー・コムサ代表取締役CEO）：
- 岡本伝之助（元さいか屋会長）：横須賀市
- 加藤馨（ケーズホールディングス創業者）：相模原市
- 門倉国輝（コロンバン創業者）：横浜市
- 鎌田和彦（オープンハウスグループ取締役副社長、インテリジェンス＜現・パーソルキャリア＞創業者兼元代表取締役社長）：小田原市
- 岸本拓也（ベーカリープロデューサー）：横浜市
- 君和田正夫（テレビ朝日相談役）：
- 熊坂隆光（元日本工業新聞社社長、現産業経済新聞社常務・大阪本社代表、大阪放送（現・ラジオ大阪）取締役）：
- 後藤芳光（福岡ソフトバンクホークス球団社長）：鎌倉市
- 小原敏人（元日本ガイシ社長・会長）
- 小早川智明（東京電力ホールディングス社長、恩賜発明賞）：川崎市
- 小宮暁（東京海上ホールディングス社長）：
- 権田源太郎（権田金属工業社長、チェスプレーヤー）
- 三枝富博（イトーヨーカ堂代表取締役社長、日本チェーンストア協会副会長）：
- 榊原定征（元東レ特別顧問）：横須賀市
- 酒巻英雄（元野村證券代表取締役社長）：
- 佐藤茂雄（元京阪電気鉄道最高顧問）：横須賀市
- 塩原又策（三共創業者）：
- 重村一（ニッポン放送取締役会長）：
- 重松理（ユナイテッドアローズ名誉会長）：逗子市
- 篠原欣子（パーソルテンプスタッフ創業者）：
- 新町敏行（元日本航空代表取締役社長）：
- 杉田力之（元みずほフィナンシャルグループ名誉顧問）：
- 杉本宏之（実業家、株式会社シーラテクノロジーズ〈旧シーラホールディングス〉代表取締役会長グループ執行役員CEO）：川崎市
- 杉山尚志（RVH創業者）：横浜市
- 鈴木三郎助（味の素創業者）：葉山町
- 鈴木三郎助 (3代目)（元味の素代表取締役社長、元京浜急行電鉄代表取締役社長）：葉山町
- 鈴木忠治（メルシャン創業者、元味の素代表取締役社長）：葉山町
- 鈴木治雄（元昭和電工会長）：葉山町
- 鈴木正雄（元三菱自動車工業会長）：葉山町
- 鈴木松雄（元昭和電線ホールディングス会長）：葉山町
- 鈴木三千代（元三楽〈現メルシャン〉社長・会長）
- 鈴木義雄（元日揮会長）：葉山町
- 鈴木陸三（サザビーリーグ創業者、スズキヤ取締役会長）：逗子市
- 住田良能（元産業経済新聞社代表取締役社長）：
- 瀬戸利一（医療法人極真会理事長、瀬戸歯科医院院長）：足柄上郡山北町
- 高嶋達佳（電通取締役会長）：
- 高橋がなり（ソフト・オン・デマンド創業者）
- 瀧本憲治（元maneo代表取締役社長）：横浜市
- 谷口大典（株式会社サンフローラ役員・社主、フリーライター、古墳愛好家、旅行家）
- 津田志郎（元ボーダフォン日本法人（現・ソフトバンクモバイル）会長）：
- 角田雄二（スターバックスコーヒージャパン創業者）：
- 鶴谷武親（ジープラ社長、ポリゴンマジック社長）：横浜市
- 飛嶋繁（元飛島建設社長）：
- 永島達司（キョードー東京創業者）：横浜市
- 永松昌一（野村不動産ホールディングス会長）：小田原市
- 夏野剛（KADOKAWA代表取締役社長、元NTTドコモ執行役員・マルチメディアサービス部長）
- 西田真吾（ZIPAIR Tokyo代表取締役社長）
- 西村正雄（元みずほホールディングス会長）：
- 野島隆久（ピーシーデポコーポレーション創業者・社長、イージェーワークス会長）
- 野島廣司（ノジマ社長、アイ・ティー・エックス社長、スルガ銀行副会長）：相模原市
- 畠中達郎（元アミューズ代表取締役社長）：
- 八郷隆弘（元本田技研工業代表取締役社長）：相模原市
- 原田一之（京浜急行電鉄社長）：横須賀市
- 林康夫（三井物産副社長）：
- 林田英治（JFEホールディングス代表取締役社長）：
- 廣川裕司（レッドハット社長）：横須賀市
- 普川茂保（元日本信託銀行社長・会長）
- 福住正兄（江戸後期、明治時代の農政家）：大住郡片岡村（現：平塚市）
- 水品浩（元日本アイ・ビー・エム社長）：横須賀市
- 水島藤一郎（日本年金機構理事長）：
- 村岡四郎（元京阪電気鉄道社長）：横浜市
- 桃井恒和（読売巨人軍代表取締役会長）：
- 山下徹（元NTTデータ社長）：
- 山木利満（元小田急電鉄社長、元日本民営鉄道協会会長）：藤沢市
- 吉田宣也（元トレンドマイクロ社長 元SBI投資顧問 MITエンタープライズフォーラム理事）
- 米田純（元東北楽天ゴールデンイーグルス取締役球団代表）：二宮町
- 涌井洋治（元JT会長）：
- 和田カツ（ヤオハン創業者）：小田原市
- 渡邉美樹（ワタミ創業者、参議院議員）
- 森川亮（元LINE代表取締役社長、C Channel株式会社代表取締役社長、mysta株式会社創業者）

### その他
- 川村優希（医師）
- 三浦綾（社会起業家）: 横浜市
- 渡辺大樹（バングラデシュで活動する人道支援家）：横浜市
- 原貫太（ウガンダ等の発展途上国で活動するフリーランス国際協力師）
- 小室圭 - アメリカ合衆国の弁護士、眞子元内親王の配偶者にして秋篠宮文仁親王の女婿かつ悠仁親王の義兄。
- 笹川萌（YouTuber、女子野球選手）：横浜市
- 能條桃子（「NOYOUTHNOJAPAN」代表理事。「FIFTYS PROJECT」代表。）：平塚市
- 二階堂瑠美（競技麻雀プロ雀士）：鎌倉市
- 二階堂亜樹（競技麻雀プロ雀士）：鎌倉市

### 歴史上の人物
- 大岡忠相（江戸時代の大名）：茅ヶ崎市
- 太田道灌（室町時代の武将）：伊勢原市
- 惟康親王（鎌倉幕府第7代征夷大将軍）：鎌倉市
- 二宮尊徳（江戸時代の篤農家）：足柄上郡栢山村（現：小田原市）
- 藤原頼嗣（鎌倉幕府第5代征夷大将軍）：鎌倉市
- 北条氏康（室町時代後期の武将、戦国大名後北条氏当主）：小田原市
- 北条貞時（鎌倉幕府執権）：鎌倉市
- 北条重時（極楽寺流北条氏の祖）：鎌倉市
- 北条時宗（鎌倉幕府執権）：鎌倉市
- 北条朝時（名越流北条氏の祖）：鎌倉市
- 三浦義澄（鎌倉幕府の御家人）：横須賀市
- 源実朝（鎌倉幕府第3代征夷大将軍）：鎌倉市
- 源頼家（鎌倉幕府第2代征夷大将軍）：鎌倉市
- 和田義盛（鎌倉時代の武将）：三浦市

### 創作物に登場する人物
- 桜木花道（『SLAM DUNK』）
- 古代進 (『宇宙戦艦ヤマトシリーズ』)：三浦半島
- 岩鬼正美（『ドカベン』等水島新司作品）
- 茂野吾郎（『MAJOR』）
- 佐藤寿也（同上）
- 清水薫（同上）
- 天海春香（THE IDOLM@STER）：二宮町
- 星井美希（THE IDOLM@STER (Xbox 360)）

## 神奈川県にゆかりのある人物
- 石原裕次郎（俳優、兵庫県神戸市須磨区生まれだが青年時代を兄・石原慎太郎と共に逗子市で過ごした）
- 大地真央 (女優・元宝塚歌劇団月組トップスター、兵庫県洲本市出身。母が横浜市出身。）
- 大島優子（女優・元アイドル、小学校卒業後に横浜市から転居、本人は栃木県出身と公表している）
- 小柴昌俊（物理学者・ノーベル物理学賞受賞、愛知県出身だが少年時代を横須賀市で過ごした）
- 加藤ローサ（モデル・女優、鹿児島県鹿児島市出身だが、横浜市で出生）
- 眞鍋かをり（タレント・グラビアアイドル、愛媛県西条市出身。横浜国立大学卒業。）
- 稲葉浩志（ミュージシャン・B'zのボーカル、岡山県津山市出身。横浜国立大学卒業。）
- 福田萌（タレント、岩手県出身。横浜国立大学卒業。）
- 羽鳥慎一（フリーアナウンサー、元日本テレビ。埼玉県上尾市出身。神奈川県立横浜平沼高等学校卒業。）
- 片山哲（政治家、内閣総理大臣経験者・弁護士、和歌山県田辺市出身。選挙区が神奈川県（2区=当時）選出、日本初の革新系（日本社会党=社民党）首班内閣を率いた、民主社会党（後の民社党）の創始者。藤沢市から第一号の名誉市民として顕彰）
- 浅野総一郎（実業家・浅野財閥創始者、富山県氷見市出身。セメント会社の設立や京浜工業地帯の形成などに尽力）
- 小田原三茶人
- 矢沢永吉（ロック歌手、広島市生まれだが高校卒業の1968年から青年時代を横浜市で過ごした）
- 大江広元（鎌倉時代初期の貴族、政治家、武将。鎌倉幕府初代政所別当。源頼朝に招聘され鎌倉に下向以降臣従する。相模国毛利荘（現厚木市）を所領。安芸毛利氏等の始祖）
- 伊勢宗瑞（室町時代の武将。後北条氏始祖）
- 吉田たかよし（元NHKアナウンサー、医学博士・ラジオパーソナリティ・コラムニスト。兵庫県出身だが、第43回衆議院議員総選挙に全国で唯一、与党の候補者が不在だった8区（当時）から告示の1週間前に自民党公認にて出馬。落選するも約40,000近い票を得て活躍した）
- 藤子・F・不二雄（漫画家・富山県高岡市出身、川崎市多摩区生田に在住していたことがあり、毎日小田急小田原線を利用して事務所のある新宿まで通勤していた）
- 三条陸（漫画原作者。大分県生まれ東京都品川区育ちだが、幼少時代に一時期神奈川県に住んでいた）
- ジェロ（アメリカ出身の演歌歌手、母方の祖母が横浜市出身）
- 高橋由伸（千葉県千葉市中央区出身、桐蔭学園高等学校卒業。読売ジャイアンツ監督）
- 松坂大輔（東京都江東区出身、横浜高等学校卒業。中日ドラゴンズ投手）
- 後藤武敏（静岡県浜松市中央区出身、横浜高等学校卒業。横浜DeNAベイスターズ内野手）
- 成瀬善久（栃木県小山市出身、横浜高等学校卒業。東京ヤクルトスワローズ投手）
- 涌井秀章（千葉県松戸市出身、横浜高等学校卒業。千葉ロッテマリーンズ投手）
- 石川雄洋（静岡県清水町出身、横浜高等学校卒業。横浜DeNAベイスターズ内野手）
- 髙濱卓也（佐賀県佐賀市出身、横浜高等学校卒業。千葉ロッテマリーンズ内野手）
- 筒香嘉智（和歌山県橋本市出身、横浜高等学校卒業。横浜DeNAベイスターズ外野手）
- 近藤健介（千葉県千葉市出身、横浜高等学校卒業。北海道日本ハムファイターズ捕手）
- 柳裕也（宮崎県都城市出身、横浜高等学校卒業。中日ドラゴンズ投手）
- 東明大貴（岐阜県岐阜市出身、桐蔭横浜大学卒業。オリックス・バファローズ投手）
- 大谷翔平（岩手県奥州市出身、ロサンゼルス・ドジャース投手・指名打者、母親が横浜市出身。）
- 若田部遥（アイドルグループHKT48の元メンバー、福岡県福岡市出身、父親の若田部健一が鎌倉市出身。幼少時を横浜市で過ごした）
- 岩見雅紀（滋賀県大津市出身、横浜市港北区在住）
- 加藤智也（宮城テレビ放送アナウンサー、岩手県盛岡市出身、父親の加藤久智が小田原市出身）
- 広末涼子（高知県出身の女優、高校時代に横浜市に住んでいた）
- つるの剛士（福岡出身、藤沢市に住んでいる）
- 鈴木保奈美（東京出身の女優、鎌倉市にある神奈川県立鎌倉高等学校卒業）
- 夏目漱石（作家。円覚寺塔頭に居住）
- 木谷實（兵庫県出身、囲碁棋士。平塚在住時に木谷道場を開設し、多くの棋士を育てた。）
- ツルネン・マルテイ（フィンランド出身。湯河原町議・参議院議員）

### 当県登録地の競輪選手
- 伊藤繁（長野県安曇野市出身）
- 西野忠臣（元プロ野球選手。広島県出身。後に静岡県に登録地を移籍。）
- 谷津田陽一（デビューから選手生活の大半の期間、当県を選手登録地とし、小田原市に在住していた。福島県出身）
- 藤巻昇（1970年〜1975年頃に当県を登録地としていた。山梨県出身）
- 藤巻清志（1970年〜1984年まで当県を登録地としていた。山梨県出身）
- 小門洋一（埼玉県さいたま市（旧 浦和市）出身）
- 高木隆弘（東京都台東区出身）
- 松谷秀幸（元プロ野球選手。大阪市鶴見区出身）
- 中山麗敏（島野りーみん。現プロボクサー、元女子競輪選手。大阪市出身）
- 松井宏佑（北海道斜里郡清里町出身）